# The Walt Disney Company
The Walt Disney Company, comunemente conosciuta come Disney, è una multinazionale statunitense fondata nel 1923 da Walt Disney e suo fratello Roy con il nome di Disney Brothers Cartoon Studio, rinominata successivamente The Walt Disney Studio nel 1926, Walt Disney Productions nel 1929 e infine chiamata col nome odierno nel 1986. Ha la sede principale a Burbank, in California.
L'azienda era in origine uno studio di animazione che ottenne un significativo successo con una serie animata lanciata nel 1928, Mickey Mouse. Negli anni trenta e quaranta, in contemporanea all'affermazione dei propri cortometraggi di animazione, iniziò a produrre lungometraggi animati. Negli anni successivi, per differenziare il business e crescere ulteriormente, entrò nel settore del turismo, con parchi a tema tra cui Disneyland (inaugurato nel 1955) e Walt Disney World Resort (nel 1971), e nei settori dell'intrattenimento e del merchandising.
Lo studio ha in seguito prodotto film con veri attori e programmi televisivi. Dopo la morte di Walt nel 1966 e di suo fratello Roy nel 1971, la società affrontò una crisi, soprattutto nel settore dell'animazione, che portò, nei primi anni ottanta, ad un tentativo di OPA ostile. L'elezione ad amministratore delegato di Michael Eisner consentì all'azienda, a partire dalla metà del decennio, di ritornare redditizia, capitalizzando le proprie produzioni come Disney Channel e i Disney Store e ampliando o creando nuovi parchi a tema.
L'azienda, entrata in borsa negli anni cinquanta, è dal 6 maggio 1991 un componente dell'indice azionario Dow Jones.
Le produzioni cinematografiche dello studio vengono diversificate anche grazie alla creazione o l'acquisto di altri studi (Miramax, Touchstone, Hollywood), allontanandosi dal tradizionale core-business dei "prodotti per famiglie". A metà degli anni novanta l'azienda si è espansa nuovamente sfruttando le nuove tecnologie legate a Internet (Walt Disney Internet Group) e ai videogiochi (Disney Interactive), ed è diventata un importante gruppo media con l'acquisto di ABC e ESPN, che lavorano nel settore radio-televisivo. I primi anni duemila sono stati caratterizzati da vari problemi finanziari, con la conseguente vendita di alcune aziende controllate, ma, parallelamente, la società ha acquistato altre imprese in vari settori. Questo ha portato la Disney a diventare proprietaria dei diritti, tra gli altri, dei cataloghi Baby Einstein, Muppets, Jetix, Pixar (acquistata nel 2006), Marvel (acquisita a fine 2009) e Lucasfilm (acquistata nell'ottobre 2012).
Nel dicembre 2017 l'azienda ha annunciato l'intenzione di acquistare, dall'impero di Rupert Murdoch, la 21st Century Fox, per 52,4 miliardi di dollari (66 miliardi incluso il debito). L'accordo è stato approvato dalla Divisione Antitrust del Dipartimento di Giustizia degli Stati Uniti, e il 27 luglio 2018 l'acquisizione è diventata ufficiale grazie al voto degli azionisti di entrambe le società, concludendosi il 20 marzo 2019.
Nel maggio 2019 è stato annunciato il controllo di Hulu, piattaforma di streaming e video on demand attiva principalmente sul mercato statunitense, per una valutazione complessiva di circa 30 miliardi di dollari. Con tale mossa il gruppo si è posto in diretta concorrenza con Netflix e Prime Video nella produzione e distribuzione di contenuti. Tale annuncio ha preceduto il lancio della piattaforma Disney+ nel novembre 2019 negli Stati Uniti e nel marzo 2020 nel resto del mondo.

## Storia

### 1923-1966: Periodo Walt Disney

#### 1923-1927: i primi cortometraggi
Nell'estate del 1923, dopo il fallimento della sua precedente società, i Laugh-O-Gram Studios, Walt Disney raggiunse suo fratello Roy in California e insieme fondarono una nuova azienda con il nome Disney Brothers Cartoon Studio e si stabilirono al 4649 Kingswell Avenue a Hollywood. Il 16 ottobre 1923 firmarono il contratto con la M.J. Winkler Productions per la distribuzione delle Alice Comedies, una serie di corti che vedevano una giovane attrice bambina interagire con dei cartoni animati.

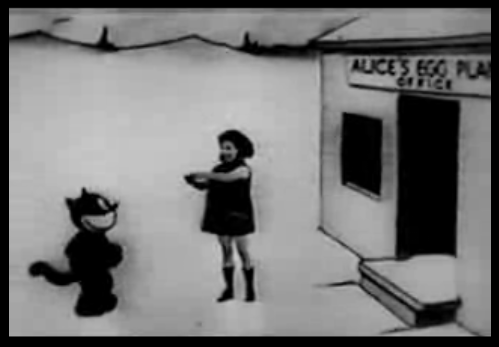
Episodio Egg Plant di Alice Comedies

Con il successo di questa serie, il 6 luglio 1925 Walt pagò un deposito di 400$ per acquistare un terreno al 2719 Hyperion Avenue, per accogliere tutti gli animatori. Nel 1926, Disney Brothers Cartoon Studio fu rinominata Walt Disney Studio Nel 1927, Charles B. Mintz chiese alla Disney di lanciare e produrre una nuova serie per seguire il successo di Felix the Cat, così Disney, con l'aiuto di Ub Iwerks, creò un cartone con protagonista un coniglio: Oswald il coniglio fortunato. La Universal Pictures deteneva i diritti, quindi i ricavi per lo studio dei fratelli furono bassi.

#### 1928-1937: la creazione di Topolino e il successo
Nel 1928, l'azienda ebbe alcuni problemi, tra cui la defezione di alcuni disegnatori che, rispettato il contratto per Oswald, si unirono alla Universal Walt, deluso per aver perso i diritti di Oswald, decise di creare, ancora con l'aiuto di Ub Iwerks, un nuovo personaggio di cui avrebbe questa volta detenuto ogni diritto: Topolino. Il personaggio di Topolino nacque ufficialmente il 18 novembre 1928 nel suo primo corto con l'audio sincronizzato, Steamboat Willie, distribuito dalla Pat Powers. Questo in realtà era il terzo ad avere come protagonista Mickey Mouse, dopo L'aereo impazzito e Topolino gaucho. Nello stesso giorno debuttò Il personaggio di Minni, mentre Pietro Gambadilegno era già apparso alcuni anni prima in Alice Comedies come un orso. I corti con protagonista Topolino furono un grande successo in tutto il mondo e così i problemi economici si risolsero in fretta, ma non abbastanza da rendere la casa di produzione indipendente dalle altre società di Hollywood.
Nel 1929, grazie ai guadagni ottenuti, la società poté intraprendere un nuovo progetto e Walt Disney scelse le Sinfonie allegre, distribuite dalla Columbia Pictures, che gli permisero di differenziarsi dagli altri e di avere nuove e più varie sceneggiature. Nello stesso anno l'azienda venne rinominata e il 16 dicembre Walt Disney la riorganizzò in quattro società: Walt Disney Productions, Walt Disney Enterprises, Walt Disney Film Recording Co e Liled Realty and Investment Co.
Nel 1930, la Disney abbandonò il suo distributore Pat Powers, ricomprandosi per 100.000 dollari i diritti dei film, e firmò un nuovo contratto di distribuzione con la Columbia Pictures. Lo stesso anno, Walt ingaggiò Charlotte Clark, una giovane donna di Burbank, che realizzò un pupazzo di Topolino che piacque talmente tanto che Walt lo fece realizzare in serie, diventando il primo derivato commerciale della Disney. Topolino fu anche esportato all'estero, soprattutto in Italia e in Giappone, dove ebbe molto successo.
A partire dal 1932, lo studio si imbarcò in un nuovo progetto: l'uso del colore. Su consiglio del distributore United Artists la Disney accettò di distribuire Le Sinfonie allegre in formato colore. La Disney abbandonò la Columbia Pictures. Walt ottenne un'esclusiva di tre anni sul processo Technicolor, creando Fiori e alberi, il primo cortometraggio ad usare questa tecnologia. In parallelo, la prima rivista Topolino fu lanciata in Italia.
Nel 1934 Walt iniziò a produrre il suo primo lungometraggio d'animazione: Biancaneve e i sette nani. Lo stesso anno venne realizzato il corto La gallinella saggia, che segnò la prima apparizione del personaggio Paperino.
Nel 1935 Walt Disney fu avvicinato da Kay Kamen, che gli offrì un contratto con cui garantiva alla Disney almeno 50.000 dollari all'anno di reddito senza spendere nulla, con la sola condizione che la metà dei guadagni sarebbe stata di Kamen. Egli diventò così l'agente delegato ai prodotti derivati della Disney, ripagandola rapidamente con guadagni per due milioni e mezzo di dollari l'anno, guadagnando a sua volta altrettanto.

#### 1937-1954: i primi lungometraggi e la crisi della Seconda guerra mondiale

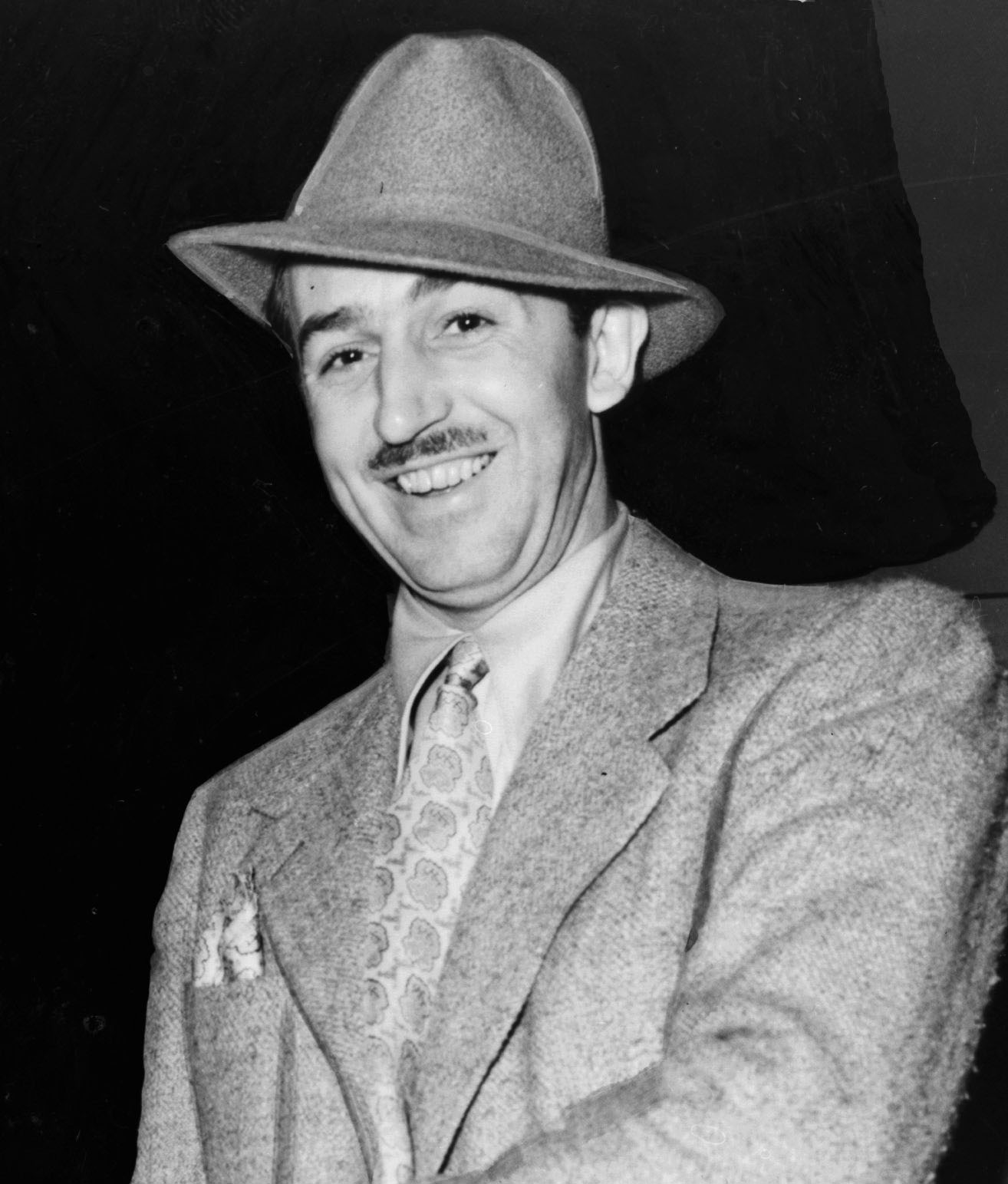
Walt Disney nel 1938

Il 21 dicembre 1937 ebbe luogo la prima di Biancaneve e i sette nani, il primo lungometraggio d'animazione della Disney. La sua uscita nelle sale degli Stati Uniti e del Canada generò entro la fine del 1938 un incasso di oltre 4 200 000 $; grazie alle varie riproposizioni al cinema negli anni, il film ha incassato oltre 418 milioni di dollari in tutto il mondo.
L'8 maggio 1938 la Disney creò una società di gestione dei diritti a livello internazionale con la controllata The Walt Disney Company Italia S.p.A., creata principalmente per gestire i diritti della rivista Topolino. Il 31 agosto, Walt e Roy Disney depositarono un assegno di 10.000 dollari per comprare 51 acri (20,64 ettari) per la futura sede degli studi. Il 29 settembre Walt Disney Productions assorbì le altre tre imprese create nel 1929.
Nel 1939, la Disney Company si imbarcò in un nuovo progetto ideato da Walt: Fantasound, il precursore del Dolby, al fine di avere un'ottimizzazione dell'audio per il film Fantasia. Per questo, gli studios acquistarono otto LFO modello 200B dalla giovane azienda Hewlett-Packard, a 71,50 dollari ciascuno, per sincronizzare gli effetti sonori del film. Disney fu quindi il primo cliente dell'azienda d'elettronica. Il 24 dicembre 1939 la costruzione degli Walt Disney Studios a Burbank ebbe inizio.
Il 2 aprile 1940, l'azienda lanciò la sua prima emissione di azioni sulla Borsa di New York, con 155.000 azioni. Questa emissione era motivata da un debito di 4 500 000 di dollari causato dai costi di produzione dei lungometraggi. Walt decise di creare uno studio in Gran Bretagna, la Walt Disney British Films Ltd. Il 6 maggio 1940, i dipendenti degli studi e degli uffici della società completarono il loro trasferimento a Burbank, nei Walt Disney Studios.
La Seconda Guerra Mondiale modificò il business, privando l'azienda delle risorse per le sue attività all'estero, che dal 1930 costituivano una parte significativa dei ricavi. Fantasia debuttò in un numero limitato di sale degli Stati Uniti a partire dal 13 novembre 1940 e ricevette reazioni critiche contrastanti, e non fu in grado di realizzare un profitto a causa della guerra in Europa, che tagliava fuori il redditizio mercato europeo, ma anche agli elevati costi di produzione del film, alle spese di affitto dei cinema e all'installazione delle attrezzature Fantasound per le proiezioni limitate.
I Walt Disney Studios furono inoltre requisiti dall'esercito che li trasformò in una base militare. Una parte dei disegnatori dovette realizzare cartoni di propaganda e educazione militare; l'altra, incluso Walt, partì per un tour del Sud America. In questo periodo lo studio produsse diversi corti a basso budget, come I tre caballeros (1944), che gli permisero di sopravvivere al periodo.
Dopo la guerra, nel settembre 1947, poco prima dell'uscita del film Bongo e i tre avventurieri, la società pubblicò i risultati finanziari annuali che indicavano che il suo debito era sceso da 4 200 000 dollari a 3 000 000, un valore che offriva migliori prospettive. Walt Disney chiese a Armand Bigle di prendere la direzione del settore europeo della distribuzione. Alla fine del 1948, i fondi della società bloccati in alcuni paesi stranieri, tra cui il Regno Unito, superavano gli 850 000 dollari. Nel 1949, dopo la morte di Kay Kamen, fu creata una società controllata per la gestione dei derivati, la Walt Disney Enterprises. Il 1º ottobre nacque la Walt Disney Music Company con a capo Fred Raffaello che venne rapidamente sostituito da Jimmy Johnson. Il reddito lordo della società Disney per l'anno fiscale 1949 era poco al di sotto di 6 milioni di dollari.

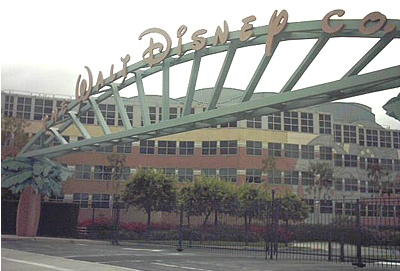
Entrata dei Walt Disney Studios, sede generale di The Walt Disney Company, come appariva fino al 2016

Nel marzo 1950, Walt Disney propose a suo fratello di produrre dei propri programmi televisivi, una semplice distribuzione di corti d'animazione. Dal Natale dello stesso anno, su richiesta della NBC, Disney produsse uno speciale televisivo chiamato One Hour in Wonderland, che riutilizzava i protagonisti di Topolino e il fagiolo magico, parte di Bongo e i tre avventurieri, presentato da Edgar Bergen con il suo burattino Mortimer Snerd e Charlie McCarthy. Sempre nel 1950, Roy Disney decise di creare una filiale, indipendente dalla Walt Disney Enterprises, per gestire i prodotti non cinematografici, Walt Disney Publications. La Disney utilizzò una parte del capitale bloccato in Inghilterra per produrre i suoi primi film completamente dal vivo di cui il primo fu L'isola del tesoro (1950). Intanto la fama dell'azienda andava aumentando e la Disney, nel 1951, creò un'altra filiale musicale, la controllata Wonderland Music Company, con gli uffici a Parigi.
Il 16 dicembre 1952 Walt Disney, usando i suoi fondi privati, fondò una nuova società, la WED Enterprises (oggi chiamata Walt Disney Imagineering), dedicata alla progettazione del parco a tema Disneyland. Nel 1953, la società aumentò nuovamente la sua indipendenza, infatti il 6 aprile fu fondata la Retlaw Enterprises con lo scopo di avere il controllo commerciale del nome Walt Disney (Retlaw è il nome Walter scritto al contrario). Il 10 novembre fu fondata Buena Vista Distribution, una filiale di distribuzione per i prodotti. Il 27 ottobre 1954, per finanziare il progetto di Disneyland, lo studio lanciò varie serie televisive e programmi per l'ABC tra cui Il club di Topolino, programma TV andato in onda nel 1955, e Zorro, una serie TV uscita nel 1957.

#### 1955-1966: Disneyland e morte di Walt Disney

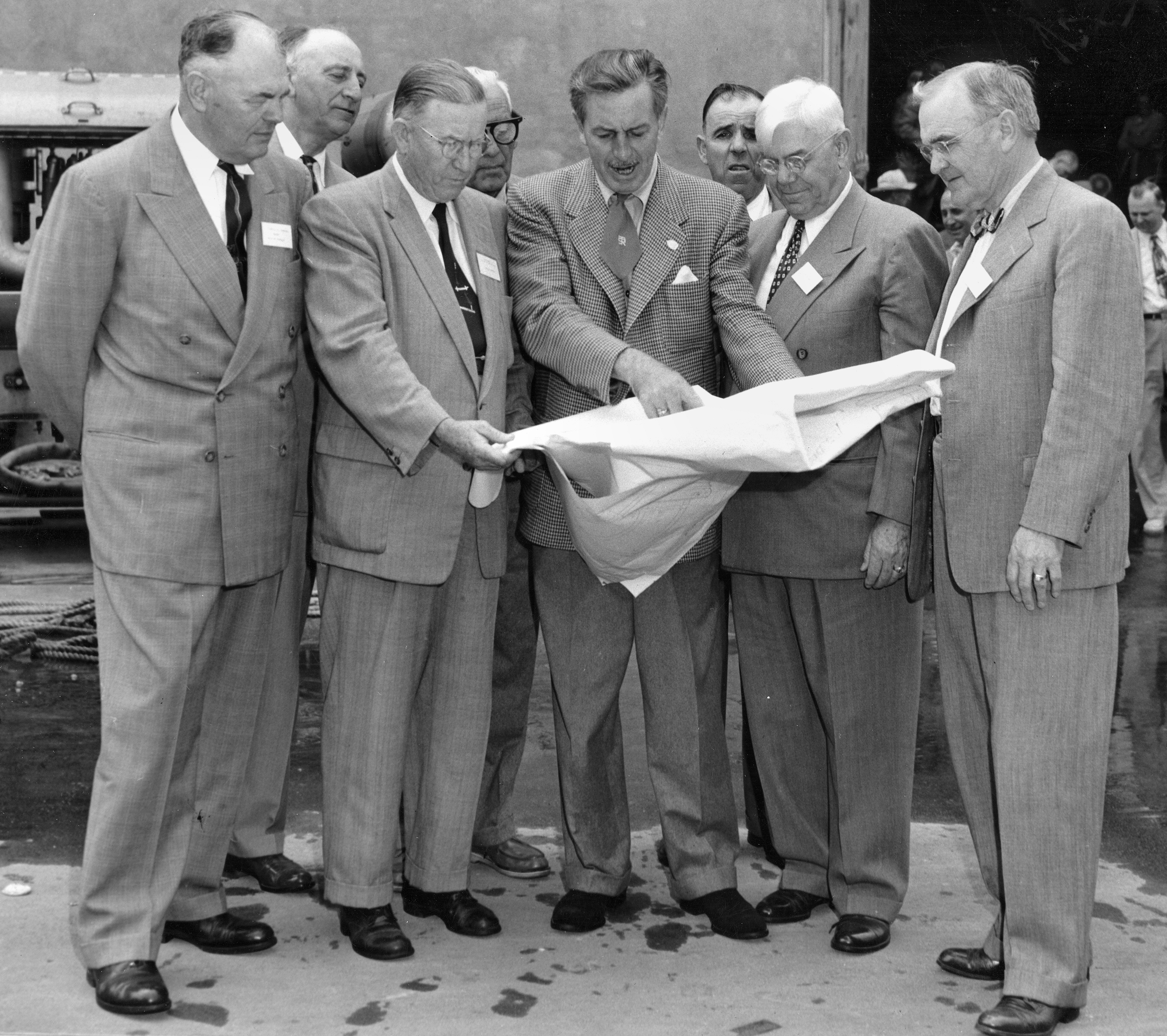
Walt Disney mostra i piani di Disneyland ai funzionari della Contea di Orange nel dicembre 1954.

Il 17 luglio 1955 il parco Disneyland aprì i battenti ad Anaheim in California. Questo era di proprietà della Disney Productions per il 34,5%, che equivale a mezzo milione di dollari. I vantaggi economici forniti dal parco a tema e dalle produzioni consentirono alla Walt Disney Productions di riscattare, in data 9 giugno 1957, il 31% di Disneyland Inc., la società che gestiva il parco. Il 12 novembre dello stesso anno, delle nuove azioni della Disney vennero immesse sulla Borsa di New York.
Nel 1959, Walt Disney acquistò per 300.000 dollari il terreno su cui sarebbe sorto il Disney's Golden Oak Ranch nella periferia di Los Angeles, mentre il 6 luglio 1960 la Disney comprò i rimanenti titoli di Disneyland Inc., pari al 34,5%, dall'ABC per 7,5 milioni di dollari. La relazione annuale del 1960 evidenziò una perdita di 1,342 milioni, di cui 6 milioni erano esclusivamente tasse sui guadagni: Disneyland forniva 46 milioni, dai film si ricavavano 7 milioni e 4,6 milioni di proventi venivano dalla televisione. Dal punto di vista contabile, l'evoluzione della società era visibile: i guadagni maggiori non erano più dovuti all'animazione. Nel 1961 la Buena Vista International fu aperta per gestire i diritti delle licenze, tra cui quella di Winnie the Pooh.
In questo periodo Disney pensò ad un secondo parco a tema che sarebbe stato affiancato da una futuristica città all'avanguardia, EPCOT, Experimental Prototype Community of Tomorrow (Prototipo sperimentale di comunità del domani), così tra il 1961 e l'estate 1964, tramite dei prestanome e delle società di facciata, acquistò 11.000 ettari di terreno in Florida, per un costo stimato di 5 milioni di dollari. Nel 1962, il reddito lordo della società era pari a 75,621 milioni di dollari con un utile netto di 5,264 milioni, pari quasi al reddito lordo del 1949. Nel 1964, il film Mary Poppins fu un grande successo sia artistico che commerciale che seguiva la scia di successi come Cenerentola (1950), Le avventure di Peter Pan (1953), Lilli e il vagabondo (1955) e La carica dei cento e uno (1961). Il 3 febbraio 1965, Walt Disney Productions acquisì la WED Enterprises da Walt Disney per quattro milioni di dollari.
Il 15 dicembre 1966, Walt Disney morì di cancro ai polmoni; il fratello maggiore Roy O. Disney decise di continuarne l'opera sostenuto da quella che ormai era una società con un grande capitale finanziario.

### 1966-1983: l'era di Roy Disney e Card Walker

#### 1966-1971: l'apertura di Walt Disney World Resort

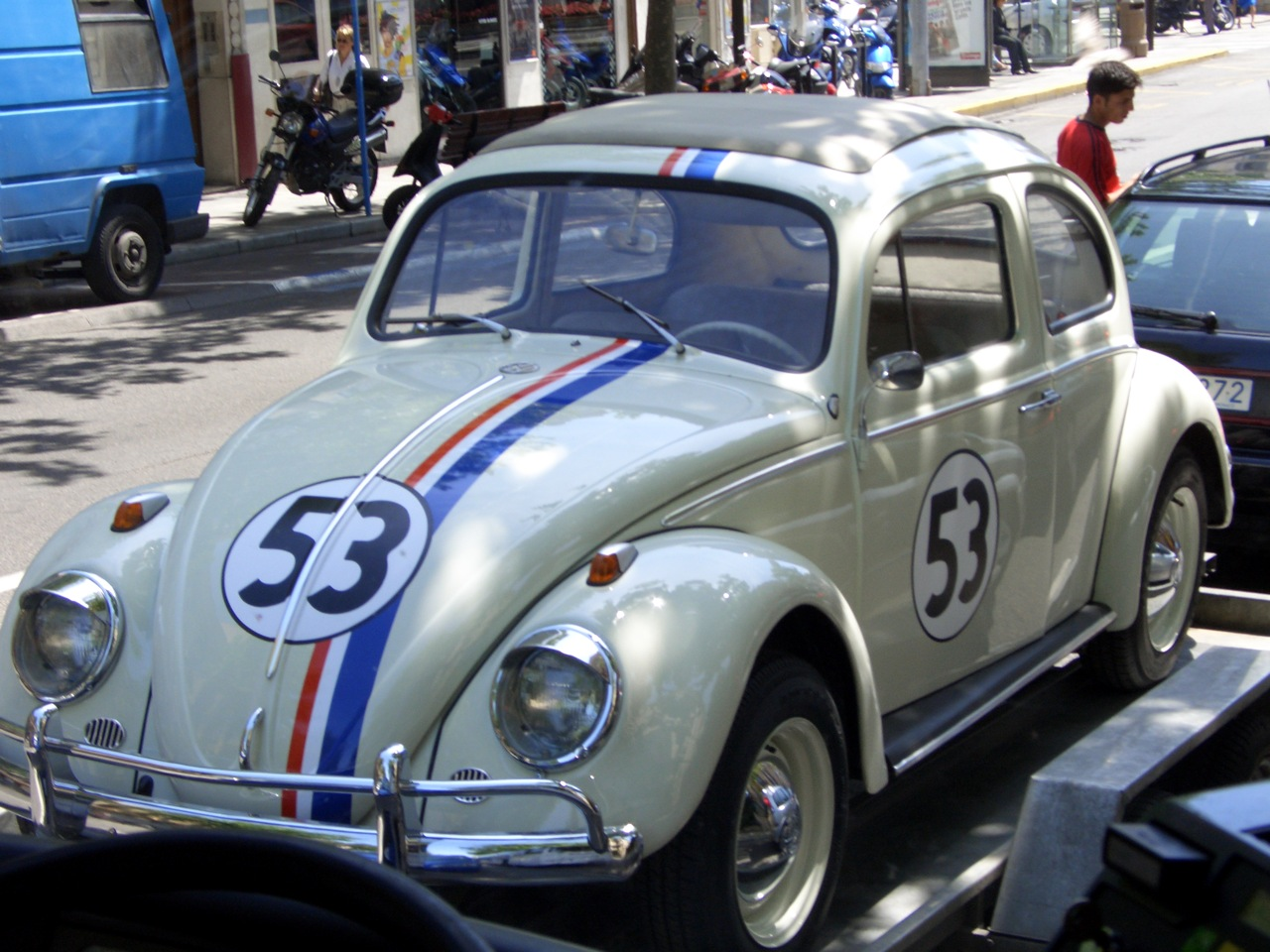
Il maggiolino protagonista di Un Maggiolino tutto matto, film che diede inizio a due serie, una cinematografica e una televisiva.

Il 12 novembre 1967, nuove azioni Disney diventarono pubbliche alla Borsa di New York. Uscirono inoltre gli ultimi due film supervisionati direttamente da Walt: il film d'animazione Il libro della giungla e il musical Il più felice dei miliardari. Iniziò poi un periodo di transizione dove non ci fu alcun importante progetto per qualche anno.
Nel 1969 uscì Un Maggiolino tutto matto, destinato a divenire uno dei film più importanti di quell'anno e il primo di una serie di film e l'inizio di una serie televisiva ad esso collegati. Il 25 giugno 1969 fu creata la controllata Walt Disney Educational Productions, per la produzione di "film e materiali didattici". In data 22 giugno 1970 furono aperti i Walt Disney Archives sotto la direzione di Dave Smith, presso gli studi a Burbank per valorizzare il patrimonio storico della società.
Il 1º ottobre 1971, Walt Disney World Resort aprì a Orlando in Florida, inaugurato da Roy Disney. Dave Smith nel 1998 rivelò che il costo del progetto ammontava a 400 milioni di dollari, ma grazie alle manovre economiche di Roy, l'azienda non accumulò debiti significativi.

#### 1971-1983: morte di Roy Disney, passaggio a Card Walker e la creazione di Tokyo Disneyland
Roy Disney morì nel dicembre del 1971. Card Walker passò così al comando della società, anche se solo nel 1976 venne realmente nominato CEO (Chief Executive Officer), e poi PDG nel 1980, incarico che avrebbe mantenuto fino al suo ritiro nel febbraio 1983, anche se rimase in carica fino al primo maggio per controllare i lavori e l'apertura di Tokyo Disneyland. Nel giugno del 1979, due mesi dopo la firma di un contratto per l'acquisizione di un parco a Tokyo, la Disney fondò una filiale in Giappone. Walt Disney Pictures e il resto della società continuarono i progetti promossi da Walt Disney, ma la spinta lasciata dal creatore si stava esaurendo e la produzione di film ne risentì.

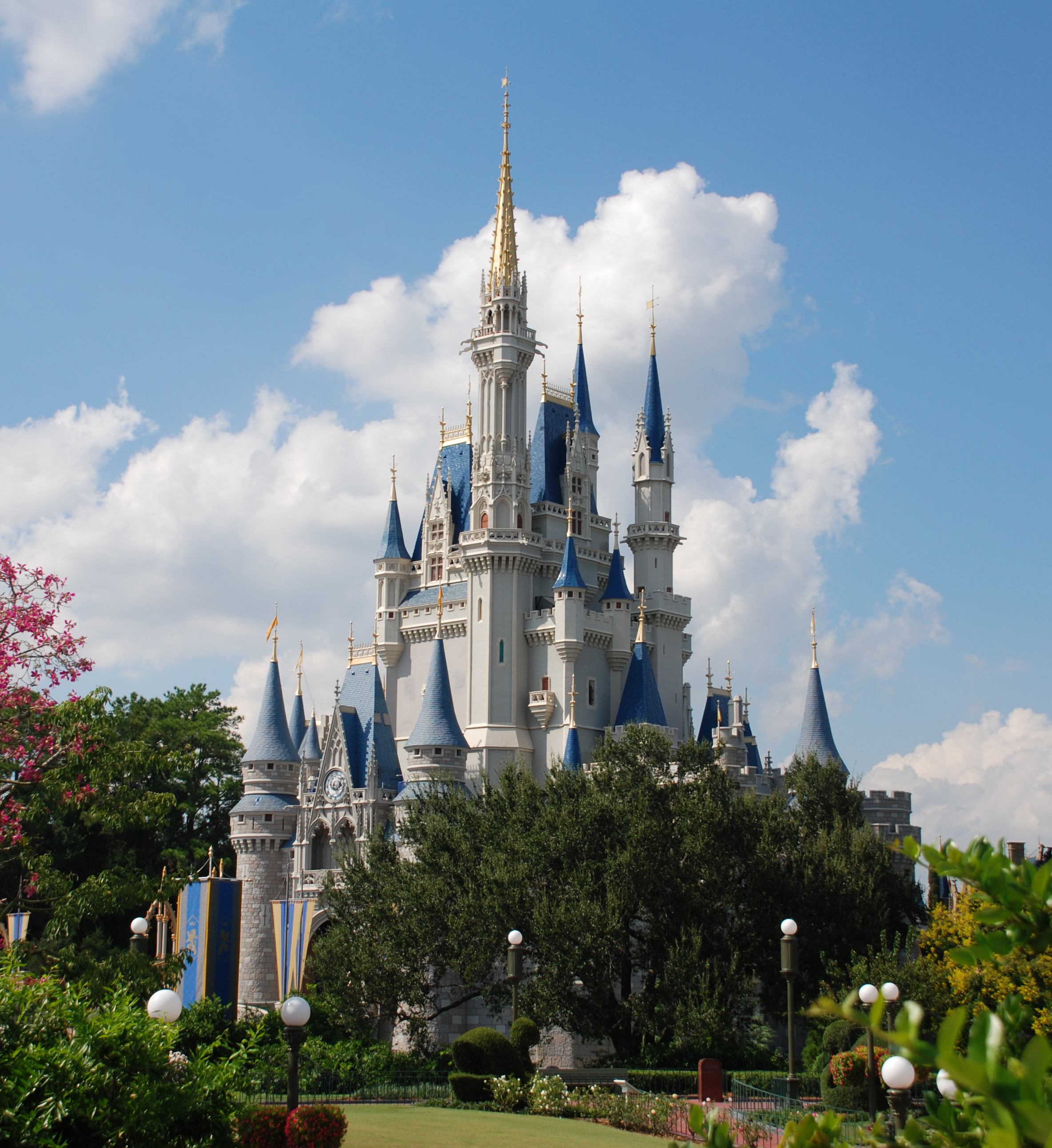
Il castello di Cenerentola, simbolo principale del Magic Kingdom nel Walt Disney World Resort, che apre nel mese di ottobre del 1971.

 Dal 1980 l'azienda trova nuovo respiro: nel 1981 uno studio interno determinò che gli studios disponevano di 250 lungometraggi, 456 cortometraggi d'animazione e 27 anni di programmi televisivi, di cui la maggior parte mai ritrasmessi. Jim Jimirro, direttore della divisione che si occupava dei mercati secondari dell'azienda, propose alla dirigenza Disney di creare un canale televisivo. Il progetto ci mise due anni a dare frutti. Lo stesso anno, Feld Entertainment ottenne i diritti internazionali per gli spettacoli di pattinaggio su ghiaccio con i personaggi Disney: il primo Disney on Ice venne presentato l'anno stesso. L'8 luglio 1981 Walt Disney Productions acquistò la Retlaw Enterprise, i diritti per il nome di "Disney" per 46,2 milioni di dollari, e la monorotaia e il treno di Disneyland rimasti proprietà della vedova e dei due figli di Disney.
La divisione del cinema distribuì nel 1982 il film Tron, che fu il primo film nella storia a usare immagini generate da un software informatico, ma che non ebbe il successo sperato.
La divisione aziendale che si occupava dei parchi a tema inaugurò il primo ottobre 1982 un secondo parco presso il Walt Disney World Resort, Epcot, ispirato solo vagamente alla iniziale visione futuristica di Walt Disney, e nel 1983 il parco Tokyo Disneyland in Giappone.
Nel 1983 l'azienda riorganizzò le proprie attività con la creazione di filiali specializzate in tutti i tipi di produzioni. Il primo aprile 1983 la Walt Disney Productions creò sulle basi del dipartimento per la creazione di film d'animazione (Pictures), la Walt Disney Pictures, controllata al 100%, mentre Walt Disney Television, che garantiva la produzione di serie televisive ininterrottamente dal 1955, si occupò anche di Disney Channel, lanciato negli Stati Uniti il 18 aprile 1983.

### 1984-2005: l'era di Michael Eisner

#### 1984-1989: la riconquista del gigante
A partire da maggio 1984, la Walt Disney fu oggetto di un tentativo di acquisizione ostile da parte di una cordata finanziaria con a capo Saul Steinberg. Per contrastare questo tentativo, la Diseny, dopo aver concluso l'acquisto di Arvida Corporation per 200 milioni di dollari (portando i Bass Brothers al 6,1% della Disney) comprò la Gibson Greetings Inc. per 337,5 milioni di dollari (equivalenti al 5% della società) per diluire le proprie azioni.
La MM Acquisition Corporation, di proprietà del gruppo Reliance Holdings di Steinberg, l'8 giugno 1984 lanciò un'offerta di 67,5 dollari per azione Disney. Per evitare di essere comprata, la Disney si accordò con Steinberg, e l'11 giugno la Disney comprò a sua volta 4,2 milioni di azioni (11,1% del proprio capitale) dalla Reliance Holding per 328 milioni di dollari, presi a prestito dalle banche.
In estate la Disney dovette ritirarsi dall'accordo con la Gibson Greetings Inc. per evitare il processo per la causa intentata da Irwin L. Jacobs, contrario all'acquisto; ciò portò l'azienda a pagare una penale milionaria. Per migliorare la situazione finanziaria della società, il cui debito era salito enormemente a causa del conflitto con Steinberg, la dirigenza decise di "chiedere aiuto" a Michael Eisner, ex-presidente della Paramount Pictures, e Frank Wells, i quali, il 23 settembre dello stesso anno, vennero nominati rispettivamente amministratore delegato e amministratore delegato finanziario.

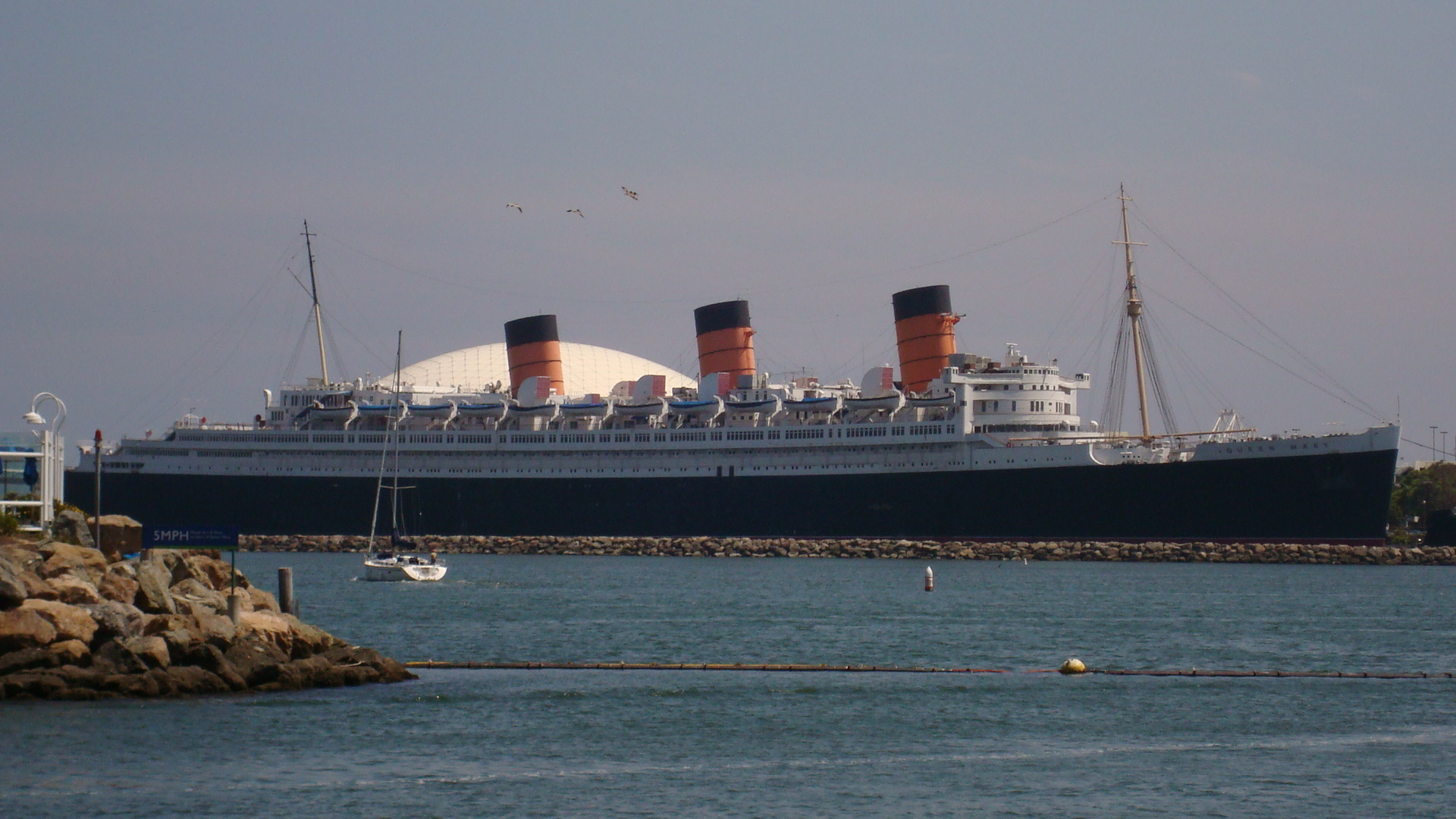
La RMS Queen Mary che dopo l'ultimo viaggio venne trasformata in un museo, ristorante e hotel, per qualche tempo fu proprietà della Disney

Nel settembre del 1984 fu creata una società immobiliare al fine di progettare, gestire e sviluppare le proprietà immobiliari non coinvolte nell'attività dei parchi a tema Disney, mansioni che derivavano dalle attività di Arvida.
Nella primavera dello stesso anno fu creata la consociata Touchstone Pictures, per la creazione di film per un pubblico più adulto, il cui primo prodotto fu Splash - Una sirena a Manhattan che si rivelò un successo al botteghino. La Walt Disney World acquisì, su iniziativa di Michael Eisner, la collezione di arte africana di Paolo Tishman, rinominata Walt Disney Tishman. Nel 1985 la divisione video della Disney lanciò una serie televisiva con la Touchstone chiamata Cuori senza età. Eisner sostenne l'attività della Touchstone, che realizzò una serie di successi come Good Morning, Vietnam (1987), L'attimo fuggente (1989) e Pretty Woman (1990).
Il 6 febbraio 1986 la società cambiò il suo nome mentre, dopo il cambio di direzione nel 1984, la WED Enterprises diventò Walt Disney Imagineering.
Nel 1987 la Disney firmò un accordo con il governo francese per la creazione di un nuovo complesso turistico ai margini di Parigi che si sarebbe chiamato Euro Disney Resort. La società Arvida Corporation vendette l'azienda JMB Realty Corporation per 404 milioni di dollari. Il primo Disney Store aprì il 28 marzo 1987 presso il Glendale Galleria a Glendale in California, non lontano dal quartier generale Disney.
Il 21 gennaio 1988 la Disney firmò la liquidazione della Wrather Corp. per 161 milioni di dollari con 89 milioni di debiti. Il Disneyland Hotel e il complesso della Queen Mary passarono nel portafoglio della Disney. Il 20 aprile 1988 la Disney acquistò la società elettronica Childcraft Education Corporation dalla Grolier Inc. per 52 milioni di dollari, fusa alla Disney Catalog. Nel maggio 1988, la filiale italiana venne rinominata Walt Disney Company Italia, mentre l'etichetta musicale Disneyland Records venne rinominata Walt Disney Records. Lo studio inoltre ritornò ad avere successo con i suoi film d'animazione Chi ha incastrato Roger Rabbit (1988) e La sirenetta (1989). Il 6 novembre 1989 il 51% dei 170 milioni di azioni di Euro Disney SCA vengono emesse sul mercato azionario francese al prezzo iniziale di 72 franchi, il restante 49% rimane alla Disney.

#### 1990-1999: nuova età dell'oro

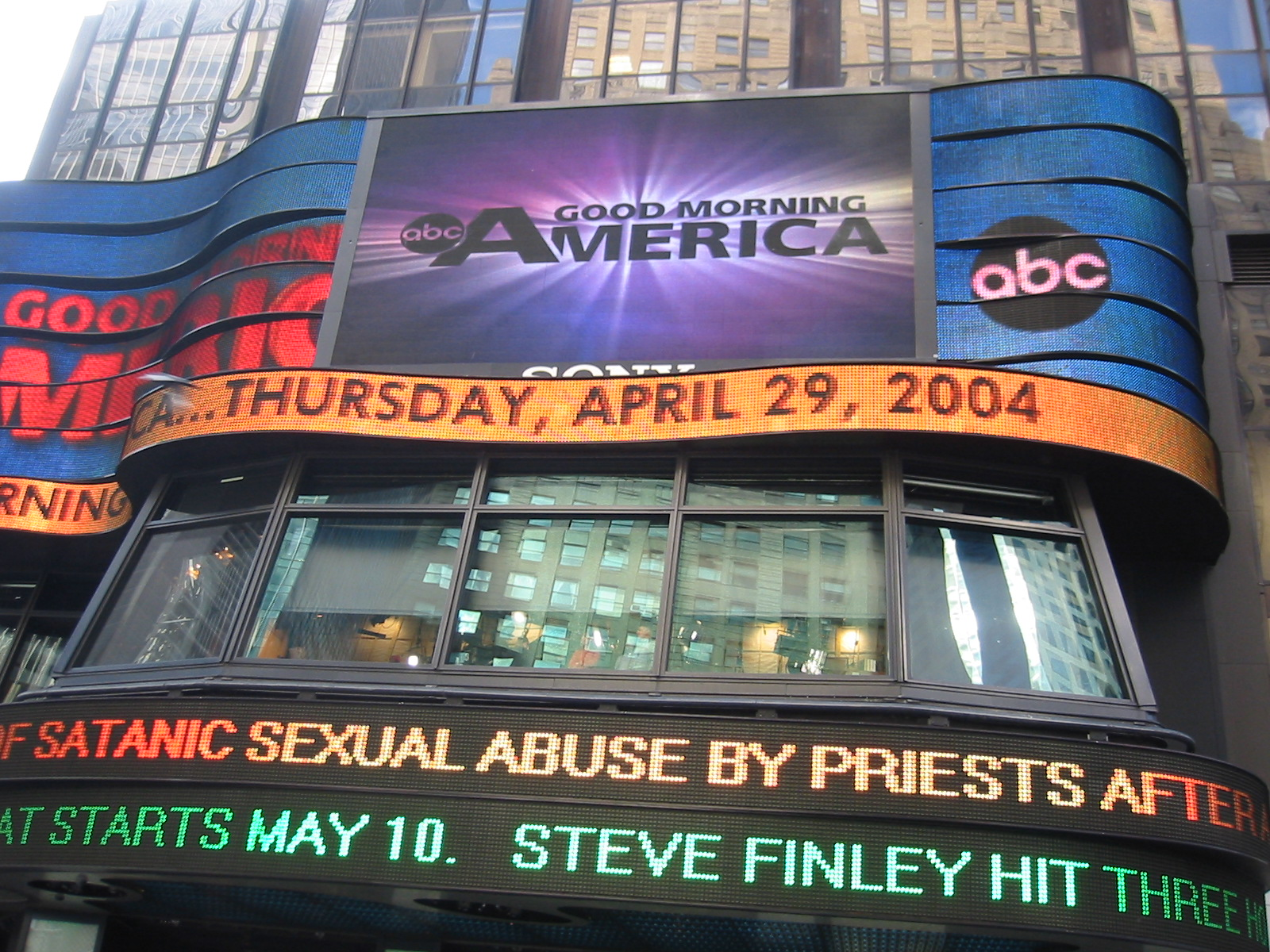
I Times Square Studios dell'ABC, a Times Square.

L'inizio degli anni '90 fu un periodo di fasti per l'azienda: il 18 luglio 1990 venne creato un nuovo studio, l'Hollywood Pictures; il primo negozio Disney al di fuori degli USA venne aperto a Londra il 1º novembre 1990 a Regent Street; nel 1991 nacque la casa editrice Hyperion e fu acquistata la rivista scientifica Discover dalla Family Media Group, che in seguito cessò le sue attività; le azioni Disney debuttarono al Dow Jones nel 6 maggio 1991, scalzando quelle dell'U.S. Steel. Nella maggior parte delle aree d'attività si ottennero successi, in quella che fu definita l'era del "rinascimento Disney": in campo cinematografico con La bella e la bestia (1991), Aladdin (1992) e Il re leone (1994), e in campo televisivo con serie come I Gummi, DuckTales - Avventure di paperi, Cip & Ciop agenti speciali, Darkwing Duck e Gargoyles - Il risveglio degli eroi. Nonostante questi successi ed espansioni, Walt Disney Imagineering dovette licenziare 400 persone.
Il 12 aprile 1992, Disney aprì il primo parco Disney Europeo, Euro Disneyland. Il 30 settembre 1992, il Disney's Filmed Entrertainment Group, i futuri The Walt Disney Studios, diventò il primo studio d'animazione ad avere 500 milioni di dollari di fatturato annuo. Il 30 settembre 1992 la Disney vendette la proprietà di Long Beach dell'ex-Wrather Company. Nello stesso anno la Disney fondò la squadra di hockey Mighty Ducks of Anaheim, chiamata così dall'omonimo film.

Il 30 giugno 1993, la Miramax Films venne acquistata per 80 milioni: i fratelli Weinstein ne diventarono amministratori. Il successo dell'azienda derivò dalla libertà d'azione lasciata ai fratelli, che operarono indipendentemente dalla divisione film della Disney. Per aiutare ulteriori acquisizioni e progetti finanziari, la Disney emise il 21 luglio 1993 obbligazioni per 300 milioni di dollari.

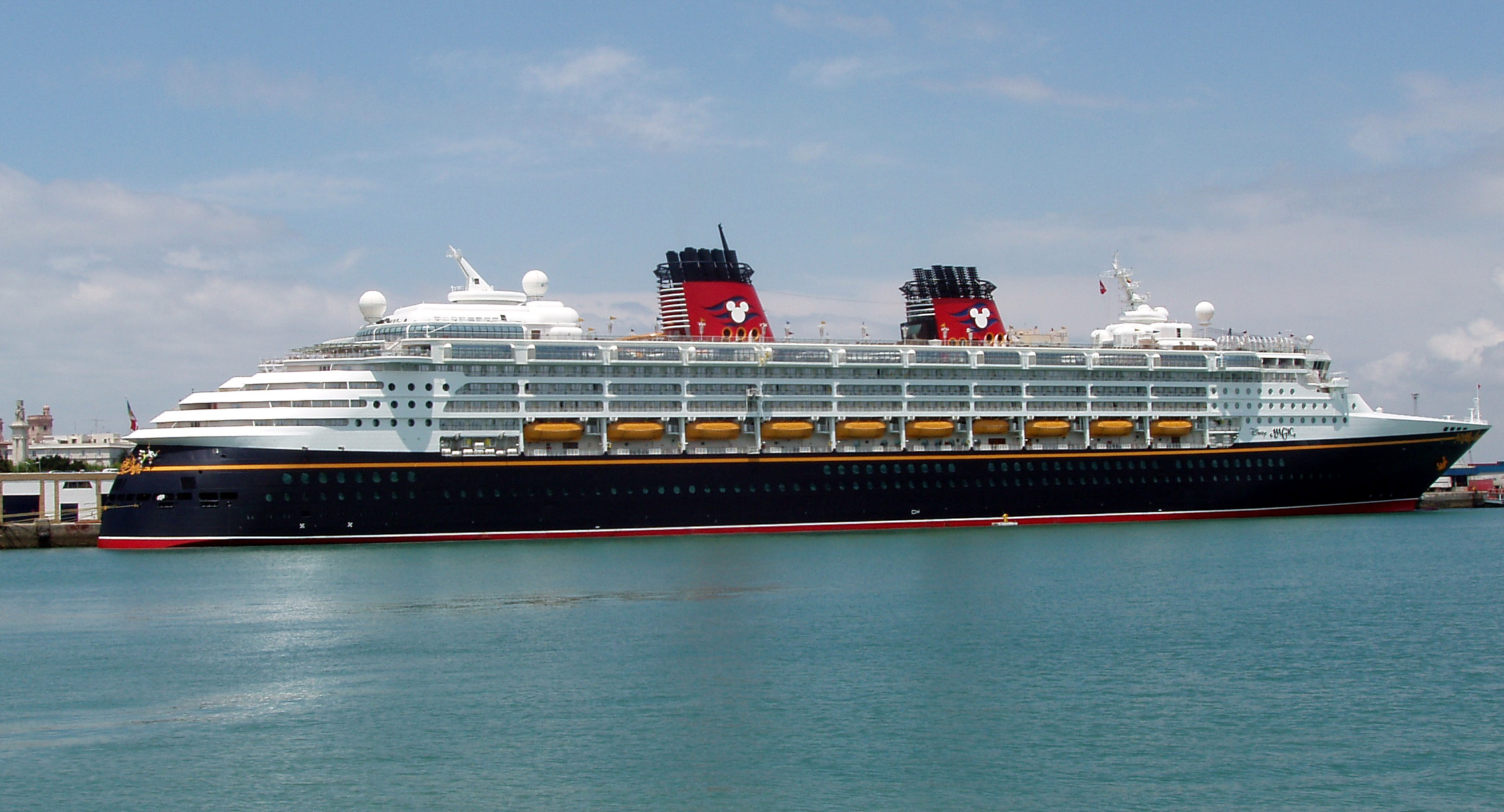
La Disney Magic, la prima nave da crociera della Disney Cruise Line.

Tuttavia, nel 1994, dopo la morte di Frank Wells in un incidente di elicottero, il 3 aprile Jeffrey Katzenberg si dimise, poiché non gli venne dato il titolo di Wells, e fondò la DreamWorks SKG. Questi fatti segnarono l'inizio di diverse battute d'arresto del gruppo: i dipartimenti europei non riuscirono a raggiungere gli obiettivi; l'incremento del debito incominciò a gravare sul gruppo. Il 4 novembre 1994, la prima galleria Disney aprì nel centro commerciale Mainplace Santa Ana in California. Nel dicembre 1994 nacque Disney Interactive, specializzata nel mercato dei videogiochi.
Nel 1995, la Disney investì in Germania lanciando Super RTL, in comproprietà con RTL Group. Il 31 luglio 1995 la società annunciò l'intenzione di acquisire Capital Cities per un costo di 19 miliardi di dollari. Capital Cities comprendeva: una parte della rete televisiva ABC (in parte già del gruppo), l'80% di ESPN, quattro quotidiani, Fairchild Fashion Media e diverse altre partecipazioni. L'assemblea degli azionisti approvò il 4 gennaio, durante una conferenza speciale a New York, l'acquisto che si sarebbe concluso il 9 febbraio 1996. Il 18 maggio 1995 la Disney prese il controllo del 25% dei California Angels, squadra di baseball che rinominò Anaheim Angels e, nel mese di maggio del 1996, ne completò l'acquisizione. I film d'animazione, come Pocahontas (1995), non ebbero il successo sperato.
Nel febbraio 1996, con il successo del parco in Florida e l'acquisto totale di Gorda Cay, isola privata delle Bahamas ad accesso esclusivo delle crociere Disney, ora nota come Castaway Cay, venne fondata la società per la gestione delle crociere, la Disney Cruise Line, le cui prime navi, Disney Magic e Disney Wonder, sarebbero entrate in servizio due anni più tardi. Nel corso del 1996, la Disney inglobò lo studio Jumbo Pictures e il Dream Quest Images; fuse Disney Development Company con Walt Disney Imagineering al fine di unire i servizi nel campo della creazione, progettazione, pianificazione immobiliare e di gestione dei vari progetti sotto un unico nome, Rummell ne diventò il CEO. Walt Disney Company e McDonald's il 23 maggio firmarono un contratto in esclusiva per offrire giocattoli Disney con gli Happy Meals. Il 1º luglio 1996, un ESPN Club aprì al Walt Disney World Resort, poi rinominato ESPN Zone.
Dopo il successo di Toy Story (1995), distribuito dalla Disney, il 24 febbraio 1997, la Disney firmò un accordo con la Pixar per co-produrre cinque film d'animazione completamente in grafica computerizzata e per l'acquisto da parte della Disney del 5% del capitale di Pixar. Il 3 aprile 1997, la Disney entrò grazie alla Bolla delle dot-com nel capitale della Starwave Corporation, una società specializzata in software multimediali. Il 4 aprile vendette i quattro giornali acquistati con la Capital Cities alla Knight Ridder per 1,65 miliardi di dollari. Contemporaneamente rescisse il contratto con Cinergi Pictures e comprò la maggior parte dei film nel loro catalogo. Il 21 luglio Disney acquistò l'etichetta musicale indipendente Mammoth Records. Nel mese di settembre Disney acquistò la catena Classic Sports Network che sarebbe diventata ESPN Classic e dovette pagare alla Marsu B. V., detentrice dei diritti di Marsupilami, una penale per inadempienza del contratto. Il 2 dicembre 1997 Disney pubblicò il suo primo DVD.
In questo stesso anno finì la causa tra Katzenberg e la Disney che riguardava il pagamento del 2% dei profitti generati dai film e dalle produzioni televisive la cui produzione era iniziata quando era ancora a capo del Disney Studios. I termini del patteggiamento non furono divulgati a causa di un accordo di riservatezza.
Nel 1998 l'azienda, finora divisa in tre parti chiamate Broadcasting, Creative Content e Parks and Resorts, venne riorganizzata in cinque divisioni: Disney Media Networks, Walt Disney Studios Entertainment, Walt Disney Parks and Resorts, Disney Consumer Products e Walt Disney Internet Group (WDIG). Nel frattempo, il 19 giugno 1998 le quote sono frazionate al ritmo di tre per una (triplicando le quote di partecipazione). L'8 gennaio, il primo McDonald aprì a Downtown Disney Marketplace(la zona commerciale del Walt Disney World Resort). Il 18 giugno 1998, la Disney annunciò l'intenzione di acquistare il 43% di Infoseek. Il 12 luglio, una ESPN Zone aprì a Baltimora. L'acquisto di Infoseek si concluse il 18 novembre 1998 in cambio dell'acquisto di Starwave da parte della Infoseek. Il 20 dicembre si tenne la prima del The Lion King: il musical in Giappone e ciò segnò la nascita di Walt Disney Theatrical Productions.
Il 25 febbraio 1999, il presidente dell ABC Robert Iger diventò anche capo della nuova filiale della Walt Disney International. Il 10 maggio, la Disney riorganizzò la sua divisione editoriale: Buena Vista Publishing Group diventò Disney Publishing Worldwide, parte della Disney Consumer Products, mentre la Hyperion Books divenne una filiale di ABC. Nell'agosto del 1999 la WDIG acquistò il 60% del sito Soccernet (oggi chiamato ESPNsoccernet) dal Daily Mail e vendette Fairchild Publications, l'ultima parte rimasta non strategicamente importante di Capital Cities, alla Advance Publications.

#### 2000-2005: l'entrata nel XXI secolo

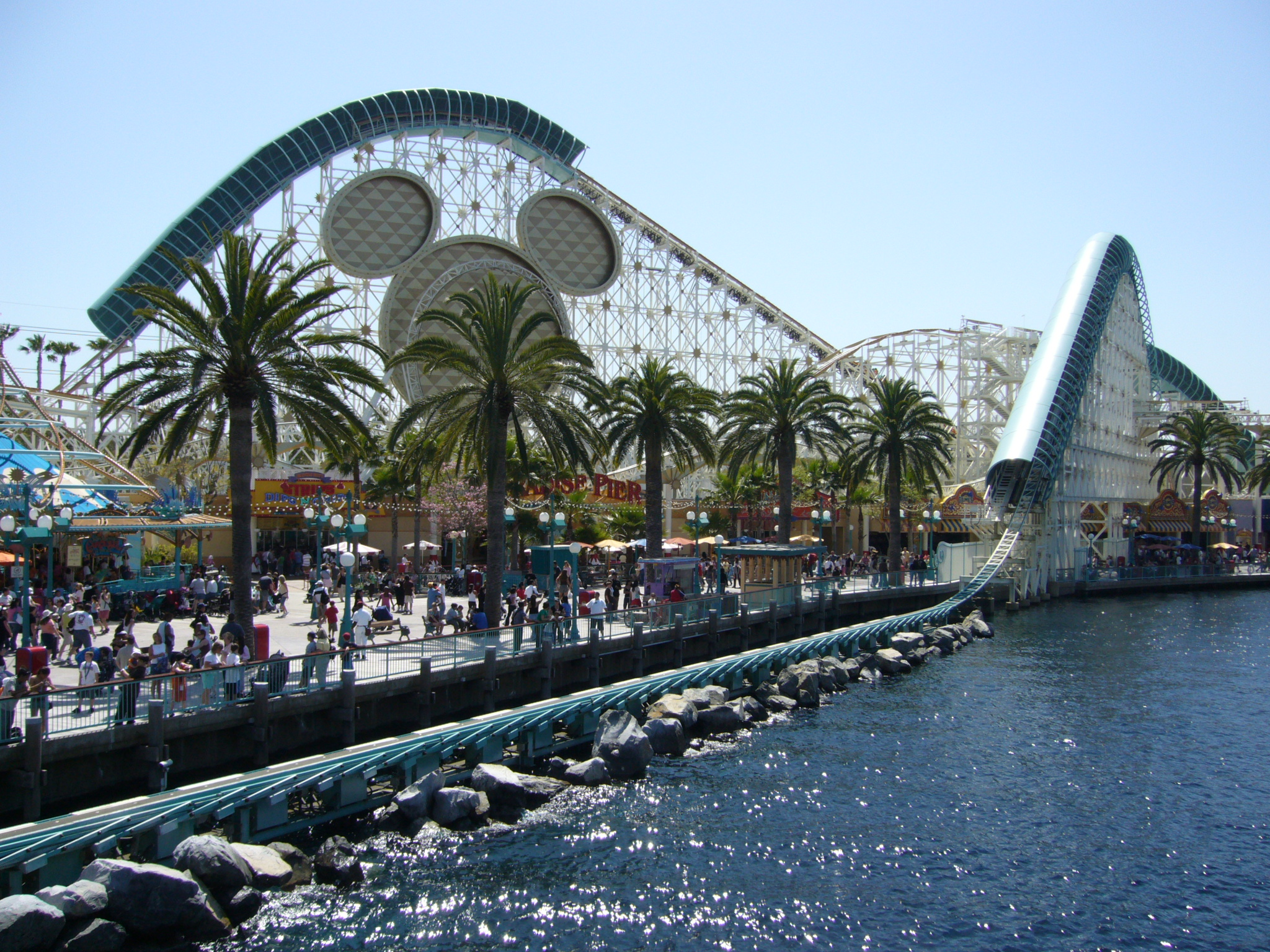
Le montagne russe del California Screamin, al parco Disney California Adventure.

L'entrata nel nuovo millennio vedeva una società meno solida del previsto; alcuni sostengono a causa dello stile manageriale di Eisner, altri invece ritengono valida la teoria della "compressione dell'età": i giovani di quel periodo tendevano ad emulare gli adulti e quindi a volersi divertire come gli adulti. Il settore televisivo stava calando e anche quello cinematografico non aveva ottenuto i risultati sperati, soprattutto al di fuori degli Stati Uniti. Il nuovo Tomorrowland a Disneyland (1998) e il parco Disney California Adventure (2001), il primo voluto come nuova area in un parco Disney già esistente e il secondo come nuovo parco, non soddisfecero le aspettative dei visitatori. Ulteriori parchi aprirono in Giappone, il Tokyo DisneySea nel settembre del 2001, e in Francia, il Parc Walt Disney Studios nel marzo 2002.
I Disney Store diventarono meno redditizi a causa dell'inizio della vendita dei prodotti Disney nelle grandi catene commerciali (tranne che in Europa). La fine della bolla di Internet forzò la Disney a rivedere e riorganizzare le attività legate a questo supporto: il WDIG venne integrato nella divisione Disney Media Networks.

Nel 2000, la Disney sciolse la Jumbo Pictures, ma continuò ad acquistare e distribuire in serie i prodotti attraverso Cartoon Pizza. A giugno vendette Ultraseek Corporation per 153 milioni di dollari a Inktomi. Il 3 agosto, venne acquistato il restante 40% di Soccernet e in ottobre la società lanciò, in collaborazione con il sito eBay, le Disney Auctions. Nel mese di settembre, la Disney fondò la Steamboat Ventures. Nella primavera del 2001, la società cedette la partecipazione in Eurosport per 93 milioni di dollari. In questo stesso anno Bob Iger divenne presidente e direttore operativo della compagnia.

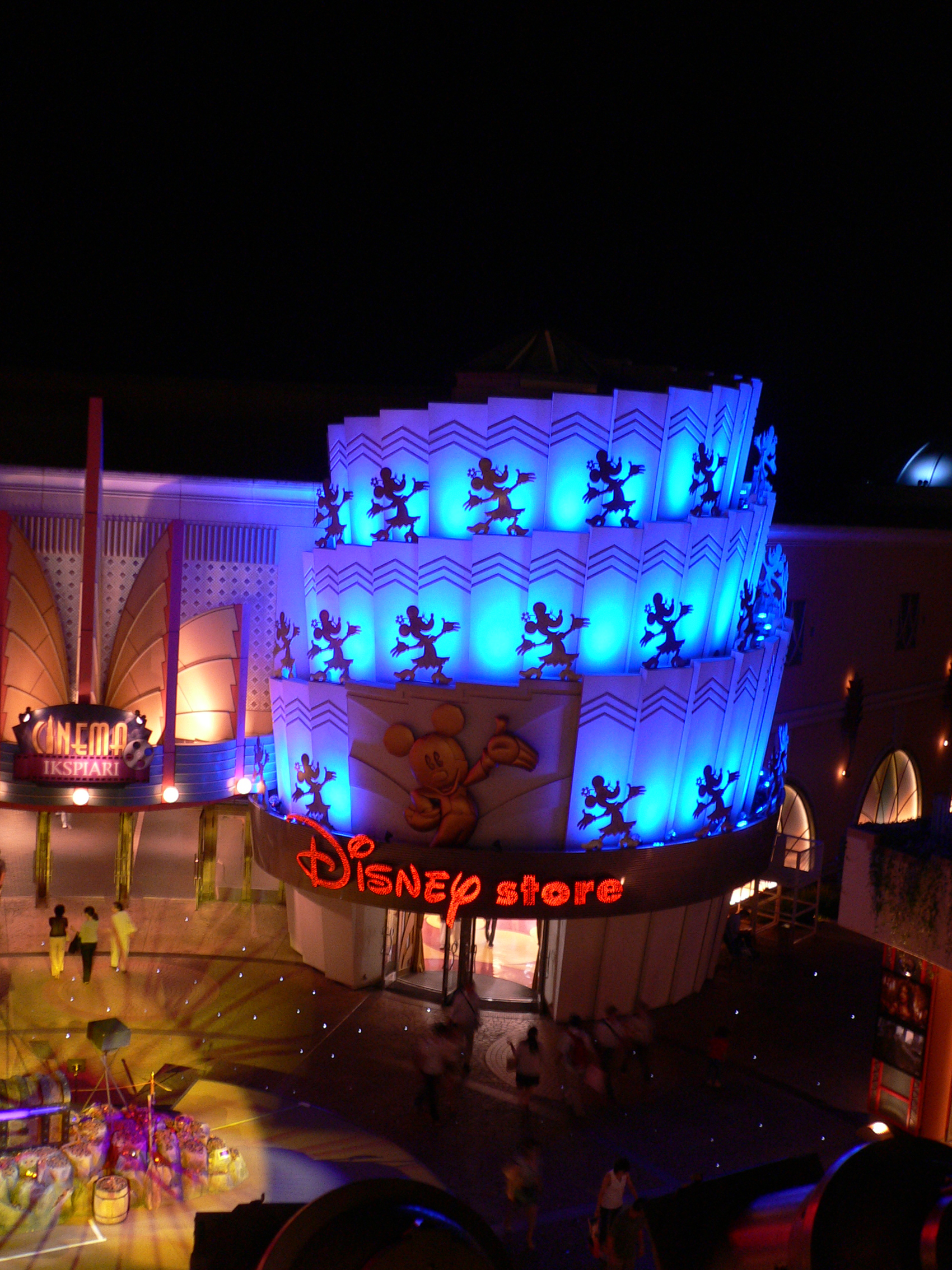
Il Disney Store di Tokyo Disneyland.

Gli attacchi terroristi dell'11 settembre 2001 rallentarono il settore turistico in tutto il globo e quindi la divisione Parks & Resort ne risentì. Sempre in questo periodo, per risolvere il problema della ABC, Disney cercò di espandere il network: il 24 ottobre si concretizzò l'acquisto della Fox Family Worldwide, rinominata ABC Family, (ottenendo anche il controllo di Jetix, assorbita nel 2008) per 5,3 miliardi di USD dopo una lunga trattativa con Haim Saban e la News Corporation. In concomitanza iniziò una campagna di ristrutturazione delle attività di distribuzione televisiva: il numero di canali Disney e delle partecipate ebbe un'improvvisa impennata. ABC, Disney Channel e ESPN passarono da un canale nazionale a molteplici e distribuiti in vari paesi. A novembre la Disney acquistò la Baby Einstein Company e, successivamente, il catalogo di Saban Entertainment.
Il 1º aprile 2002 Disney vendette tutti i Disney Store giapponesi all'OLC, che controllava Tokyo Disneyland, per 51 milioni di dollari. Il 12 giugno, firmò una partnership per 1 miliardo di dollari con OMD, una controllata di Omnicom, per la distribuzione della pubblicità.
Il 24 marzo 2003, Disney e Bank One collaborarono per creare negli Stati Uniti una carta di credito Visa, con la quale era possibile raccogliere punti da spendere nel merchandising e in biglietti per i parchi Disney. In maggio veniva annunciato che il numero di visitatori dei Disney Store era stato superato da quello delle persone nei suoi parchi a tema e che, quindi, varie opzioni erano allo studio, compresa la vendita delle boutique del Nord America e quelle europee. Il 21 maggio, la Disney vendette gli Anaheim Angels per 180 milioni di dollari ad Arte Moreno, un finanziere di Phoenix. Alla fine di settembre del 2003, la Disney lanciò un canale on-demand chiamato MovieBeam, che utilizzava un decoder dedicato.
Nel 2004 la Pixar, cessato il contratto di distribuzione con la Disney, iniziò a cercare un altro partner commerciale in quanto insoddisfatta dalla gestione economica degli accordi. Nel febbraio 2004, la Disney subì un tentativo di acquisizione da parte di Comcast per 54 miliardi di USD, ma Michael Eisner rifiutò senza consultare il comitato esecutivo, perché ciò avrebbe fatto precipitare le sue quote di partecipazione. La posizione di Eisner si complicò ulteriormente: già sul finire dell'anno precedente il CEO aveva chiesto di non riconfermare Roy E. Disney, figlio di Roy O. Disney, insieme ad altri membri che avevano superato i 72 anni. Al fianco dell'ultimo Disney nel consiglio si schierò Stanley Gold, che si dimise insieme a questi. La crisi vide, da un lato, la maggior parte del board schierato con il CEO e, dall'altro, gli azionisti scontenti per le performance societarie. L'anno successivo venne annunciato che il nuovo CEO della società sarebbe stato Bob Iger.
Il 17 febbraio la Disney acquistò, per 68 milioni di USD, i diritti del catalogo di Bear nella grande casa blu e dei Muppets. Questi ultimi vennero comprati in maggio alla Jim Henson Productions, portando alla creazione di una nuova filiale: la Muppets Holding Company, proprietà della Disney Consumer Products. Nel novembre 2004, la Disney comprò le azioni della società CrossGen Comics specializzata in fumetti fantasy. La vendita dei Disney Store del Nord America a The Children's Place fruttò alla Disney 100 milioni di dollari, mentre si bloccò la vendita dei negozi europei.

Il 25 febbraio 2005, la Disney annunciò la vendita dei Mighty Ducks of Anaheim a Henry Samueli, per 26 milioni di dollari. Il mese successivo cedette il controllo di Dimension Films ai fratelli Weinstein, mantenendo tuttavia il marchio Miramax e i cataloghi Miramax e Dimension Films. I due fratelli, poco dopo, crearono The Weinstein Company, mentre Miramax diventò una delle etichette Buena Vista Entertainment.

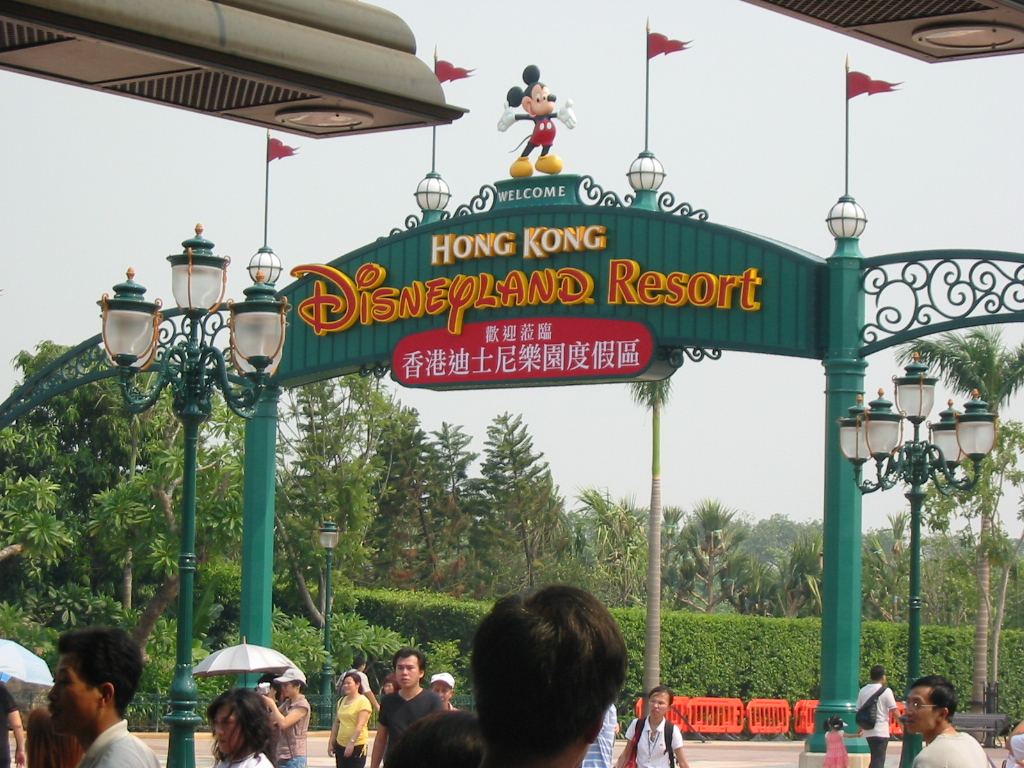
L'ingresso di Hong Kong Disneyland Resort, aperto nel settembre 2005.

Il 28 giugno tre podcast (ABC News, Disney Online e ESPN.com) furono lanciati su iTunes a seguito di un contratto tra Disney e l'Apple. Inoltre verso la fine dell'anno sarebbero usciti sulla piattaforma gli episodi delle serie della ABC e di Disney Channel. Il 6 luglio venne annunciata la creazione di due servizi di telefonia mobile: Disney Mobile e Mobile ESPN.com. Ad agosto vennero create le linee Little Einsteins, una gamma di prodotti per bambini dai 3 agli 8 anni, e Disney Fairies, con l'uscita del libro Fairy Dust and the Quest for the Egg. In settembre vennero lanciati sul mercato una linea di bevande ispirate ai personaggi Disney, grazie a un contratto di licenza con la società britannica Calypso Soft Drinks, e una serie di mobili Indesign, in esclusiva per Home Depot.
Il 6 settembre il Gruppo Buena Vista Music Group stipulò un accordo con EMI per la distribuzione delle produzioni in Europa, Africa e Medio Oriente. In settembre Walt Disney Parks and Resorts celebrò i cinquant'anni di Disneyland, aprì il suo primo parco in Cina, Hong Kong Disneyland, e annunciò che nel successivo lustro avrebbe triplicato il numero di Disney Store nella nazione. Venne resa nota inoltre una perdita di circa 70 milioni di dollari dovuta all'attuazione dell'amministrazione controllata di Delta Air Lines. Il 21 settembre 2005, Disney-ABC Cable Network Group siglò un accordo con Verizon per estendere alla fibra ottica la trasmissione di 12 canali, tra cui i canali Disney, 7 canali ESPN, ABC Family e ABC News Now.
Il 30 settembre 2005 vide l'addio di Michael Eisner dal ruolo di amministratore delegato. Il giorno successivo subentrò Robert Iger.

### 2005-2021: l'era di Robert Iger

#### 2005-2009: l'acquisto di Pixar e la riorganizzazione nei media

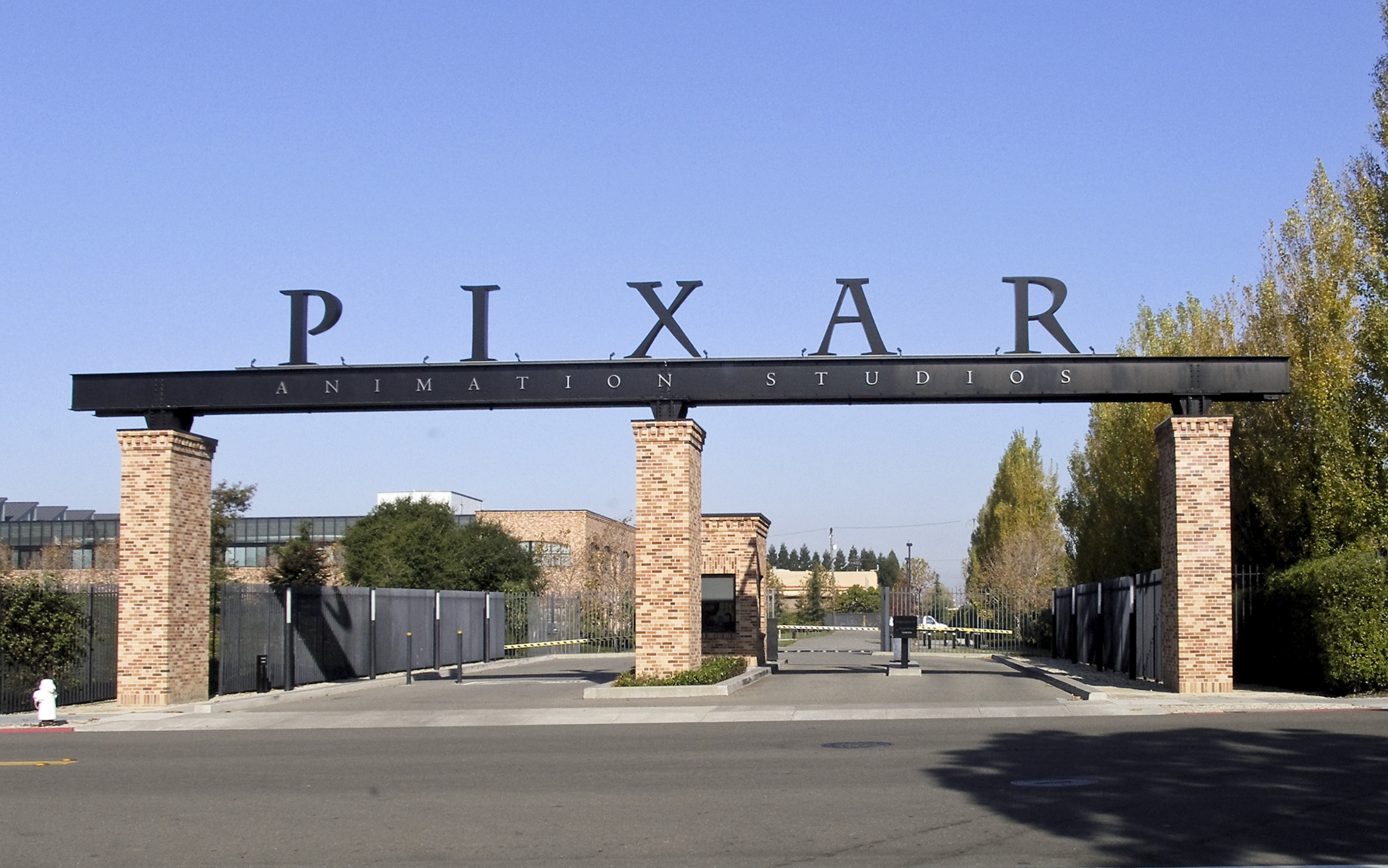
Cancello d'ingresso degli studios Pixar.

Il 7 ottobre 2005, Disney vendette il magazine Discover per 13 milioni di USD. Il 19 ottobre 2005, WDIG acquista Living Mobile, un editore tedesco di videogiochi con sede a Monaco di Baviera e Praga. Il 1º novembre la stampa annunciò che la Disney era intenzionata ad acquistare la Pixar invece di rinnovarne il contratto in esclusiva. Nella stessa data Disney cedette la propria partecipazione in un canale via cavo spagnolo per 57 milioni di USD. L'8 dicembre 2005, la Disney e la divisione per la distribuzione, Walt Disney Studios Home Entertainment, annunciarono che avrebbero sostenuto il formato Blu-ray invece del concorrente HD-DVD
Il 24 gennaio 2006, Disney annunciò un'operazione per acquistare la Pixar per circa 7,4 miliardi di dollari, la metà dei quali in azioni. Il tasso di scambio tra i valori delle azioni Disney e quelle Pixar è di 2,3 a favore della Disney. A quel tempo Steve Jobs (fondatore di Apple) era CEO di Pixar e azionista del 50,6% del capitale della società. Nel mese di maggio la società passò sotto il controllo Disney con a capo Edwin Catmull e John Lasseter.
Il 6 febbraio 2006, durante la pubblicazione dei risultati trimestrali, si annunciò la fusione delle stazioni radio ABC e Citadel Broadcasting in Citadel Communications, realtà guidata da Citadel, ma posseduta per il 52% da Disney. L'importo della transazione fu pari a 2,7 miliardi di dollari.
Intanto ESPN Mobile faticava a trovare un pubblico a cui interessasse, anche a causa delle tariffe considerate elevate e quindi da operatore, nel 2007, si trasformò in un servizio di notizie sportive su rete Verizon. Anche Disney Mobile venne cambiato, rendendolo un operatore virtuale, ma cessò l'attività nel 2008. Il 13 febbraio 2006 la Walt Disney Company dichiarò di aver negoziato il recupero dei diritti di Oswald il coniglio fortunato. Il 9 marzo Walt Disney International annunciava la creazione della The Walt Disney Company CIS, per gestire gli interessi della Disney in Russia, con filiale a Mosca.
Il 1º giugno 2006 la Disney lanciò Disney Jeans in India per poi diffonderla nei mercati dell'Asia e dell'Europa. Il 9 giugno, firmò diversi accordi per vendere frutta a marchio Disney in alcune catene di supermercati europee: in Inghilterra con Tesco per vendere mandarini, mele e banane; in Francia con Carrefour offriva mini pomodori; in Germania con Metro AG vendeva mini banane. Nel mentre George Mitchell confermava di essere occupato con i funzionari della città di Shanghai per aprire un secondo parco in Cina che, secondo lui, non avrebbe avuto alcuna influenza sull'affluenza al parco di Hong Kong. Il 28 luglio 2006, la Disney annunciò l'acquisizione dell'indiana Hungama TV per 30 milioni di dollari e l'acquisto del 14,9% di UTV Software Communications per 15 milioni, entrambe specializzate in programmi televisivi, film d'animazione e film Bollywoodiani.
Il 22 novembre 2006, la Disney firmò un accordo con Comcast che prevedeva da un lato l'acquisizione da parte di Comcast del 40% di E! Entertainment Television per 1,23 miliardi di dollari, dall'altra la licenza di trasmettere nel servizio video on-demand di Comcast i prodotti Disney, tra i quali quelli della Walt Disney Pictures, della Touchstone Pictures e Miramax Films. Lo stesso giorno, la Disney annunciava l'estensione a tutti i continenti del contratto (precedentemente presente solo in Nord America) con l'azienda di scarpe Crocs per la vendita di scarpe sportive Crocs Disney. Il 6 febbraio 2007, la Disney fuse tutte le sue società nel campo della pubblicità per bambini e le famiglie di tutti i settori (televisione, Internet, radio e stampa) in un unico gruppo, chiamato Disney Media Advertising Sales and Marketing Group. Due giorni dopo Buena Vista Games diventò Disney Interactive Studios. Il 19 marzo il Walt Disney Internet Group acquisì un secondo fornitore di contenuti telefonici portatili in Cina la Enorbus per 20 milioni. Il 25 aprile 2007, la stampa annunciò la possibile soppressione a partire da maggio del marchio Buena Vista a favore di quello Disney a causa di una politica sulla semplificazione dei marchi della Walt Disney Company promossa da Robert Iger. L'8 maggio 2007, Walt Disney Records, Disney Elettronica e Walt Disney Internet Group si associarono per offrire la possibilità di scaricare da Disneymixcentral.com un catalogo per un lettore MP3.
Il 1º agosto Disney acquistò il sito per bambini Club Penguin per 350 milioni di USD. Tra agosto e ottobre furono annunciate novità per i parchi: i Disney-MGM Studios sarebbero divenuti Disney's Hollywood Studios; un nuovo Disney Vacation Club, chiamato Ko Olina Resort, sarebbe sorto su un'area di 8,5 ettari, con 800 camere nel 2011 alle Hawaii, sull'Isola Oahu. Il 13 ottobre 2007 fu lanciato il marchio Disney Garden, che offriva snack, frutta e verdura "selezionati per aiutare le famiglie a far crescere i loro figli con cibi buoni per la salute".
Il 12 novembre 2007 la Disney annunciò, nonostante l'insuccesso di Disney Mobile, che si stava preparando a lanciare un'offerta in Giappone in collaborazione con SoftBank. Il 4 dicembre 2007, WDIG comprò l'azienda iParenting Media, fornitore di contenuti per la famiglia.
Il 14 gennaio 2008 Disney e ESPN confermarono di aver investito nella sussidiaria cinese della NBA, nota come NBA China, avendone acquistato l'11% delle azioni. Il 12 febbraio Disney acquistò il 20% della spagnola Net TV di proprietà di Vocento. In febbraio la Disney annunciò l'intenzione di aumentare la propria quota di azioni di UTV fino al 30%. In maggio raggiunse il 32,1% del capitale di UTV, per 203 milioni, e il 15% di UTV Global Broadcasting, per 30 milioni. Il 2 maggio Disney riprese il controllo dei Disney Store americani da The Children's Place, chiudendo, tuttavia, 98 negozi. Il 5 giugno Disney Interactive Studios e Walt Disney Internet Group si fusero in Disney Interactive Media Studio. Il 23 giugno fu venduto Movies.com a Fandango, sussidiaria di Comcast. Il 16 dicembre Walt Disney Company CIS, tramite Catalpa Investement Ltd, e Media-One fecero una joint venture, la MO-TV Holding Ltd, posseduta al 49% dalla prima, per gestire un network da 30 canali in Russia. Tuttavia, due mesi più tardi, Il 20 febbraio l'antitrust russo ne sospese le attività.
L'8 febbraio 2009 Steven Spielberg siglò un accordo per far distribuire alla Disney 30 film della DreamWorks SKG nell'arco di cinque anni tramite la Touchstone. Da questo accordo sarebbero rimasti fuori i lungometraggi animati, distribuiti dalla Paramount Pictures.
Il 27 febbraio Jetix Europe annunciò il ritiro del proprio titolo dal listino Euronext, dopo aver riacquistato le proprie azioni. Il 30 aprile fu reso noto che Disney, attraverso ABC Inc., si sarebbe unita a Hulu, sito di video on demand, joint venture tra NBC Universal, News Corporation e Providence Equity Partners, ottenendo tre posti nel board della società e il 27% dell'azienda. In seguito a dei problemi economici, il gruppo irlandese Setanta Sports si separò dai diritti di trasmissione di alcune partite della Premier League, ricomprati da ESPN. Inoltre questa aprì una serie di siti di notizie sportive locali a New York, Los Angeles e Dallas.

#### 2009-2017: le grandi acquisizioni: Marvel e LucasFilm Ltd
Il 31 agosto 2009 Disney raggiunse un accordo per rilevare Marvel Entertainment per 4 miliardi di dollari (2,8 miliardi di euro), previa autorizzazione dell'anti-trust. L'acquisto sarebbe stato pagato con dollari e azioni Disney: per ogni azione Marvel, l'azionista avrebbe avuto 30$ più 0,745 di un'azione Disney. Alla fine dell'anno l'accordo venne ratificato dagli azionisti Marvel e l'esborso totale fu di poco superiore ai 4,3 miliardi di dollari.
Il 30 settembre un giudice di Los Angeles stabilì che la Disney non aveva violato il contratto sulle royalty di Winnie the Pooh nella causa portata avanti dal 1991 dalla famiglia di Stephen Slesinger. Il 3 novembre Disney annunciò di aver donato 7 milioni di dollari ad alcune associazioni no profit che si battevano per la salvaguardia delle foreste: circa 4 milioni vennero dati alla Tayna and Kisimba-Ikobo Community Reserves nella Repubblica Democratica del Congo e all'Alto Mayo Conservation Project in Perù. Il 13 novembre Tom Staggs (CFO) divenne CEO della Divisione Walt Disney Parks and Resorts al posto di Jay Rasulo. Il 23 dicembre, Sheryl Sandberg COO di Facebook, venne inserita nel board of directors della Disney.
Dopo l'arrivo di Iger, Roy E. Disney era ritornato nel consiglio di amministrazione come amministratore emerito non votante, rappresentando la famiglia Disney nell'azienda, di cui possedeva l'1%. Il 19 dicembre 2009 morì a causa di un tumore allo stomaco.
Ai vertici dei Walt Disney Studios alla fine del 2009 ci fu un cambio che vide Rich Ross diventare presidente del consiglio di amministrazione. Il 1º gennaio 2010, in seguito all'acquisizione di Marvel Entertainment, Disney espanse la propria partnership con POW! Entertainment, lo studio di Stan Lee, investendo 2,5 milioni. Il 25 gennaio UTV Software Communications completò l'acquisizione della sua controllata UTV Motion Pictures con un aumento di capitale, riducendo la partecipazione di Disney al 50,45% del proprio capitale.
Il 28 gennaio Disney annunciava la chiusura dello studio Miramax Films, con il licenziamento di ottanta persone e il ridimensionamento della Touchstone. Poco dopo il New York Times menzionò la possibilità che Disney stesse vendendo il catalogo di 700 film e il nome Miramax per 700 milioni di dollari. Tra i possibili compratori c'erano anche i fratelli Weinstein, ma, il 21 maggio, il Wall Street Journal annunciò che i negoziati non avevano avuto successo, ma non per il prezzo. Il 29 luglio, Disney annunciò la vendita del marchio, del catalogo e dei progetti, per 663 milioni di dollari al gruppo Filmyard Holdings di cui facevano parte Tutor Perini, Thomas J. Barrack, Jr. e Colony Capital.
Il 4 febbraio 2010, il Consiglio di amministrazione di OLC approvò il trasferimento dell'attività di Disney Store giapponese alla filiale giapponese di Disney, con un riacquisto di azioni il 31 marzo. Il 10 marzo, durante la riunione degli azionisti Disney, Robert Iger prese in considerazione diverse soluzioni per risolvere i problemi di alcune filiali di ABC Inc., tra cui ABC News, con la creazione di uno spin-off. Il 12 maggio, Haim Saban annunciava l'acquisto da Disney dei Power Rangers per produrre una nuova serie dal 2011. Il 27 luglio Playdom, uno studio di giochi per social networks, fu comprato per 563,2 milioni di dollari.
Il 23 febbraio 2011 Disney acquistò il sito di social networking di Togetherville per bambini di età inferiore a 10 anni. In marzo Disney divise il suo contratto con agenzie pubblicitarie in due: Carat per parchi a tema e Publicis per film, televisione e videogiochi. Il 30 giugno, Walt Disney Studios Distribution aprì una filiale in Sudafrica per distribuire i suoi film. Il 26 luglio, UTV annunciò di aver accettato un'offerta da Disney per acquistare il restante 49,6% del capitale che non deteneva per $ 454,62 milioni e ritirare il titolo dai listini. Dopo il via libera del governo indiano, l'azienda venne rinominata The Walt Disney Company India sussidiaria di Walt Disney International, con presidente Rohinton Screwvala. Il 9 settembre, Disney annunciò la nomina di Robert Chapek, ex presidente di Walt Disney Studios Distribution come presidente di Disney Consumer Products. Il 7 ottobre 2011, Disney acquistò per un prezzo compreso tra 80 e 100 milioni di dollari il 42% di Indiagames di proprietà di Vishal Gondal, fondatore della società, e investitori stranieri come Cisco Systems e Adobe. L'8 ottobre fu annunciato che Iger avrebbe ceduto il posto ad un successore nel marzo 2015, senza tuttavia specificarne il nome.
Il 29 novembre, la Disney ha annunciato di aver emesso 1,6 miliardi di obbligazioni in due lotti: 1 miliardo in obbligazioni a 3 anni e il resto in 30 anni. Il 20 aprile 2012, Rich Ross ha annunciato le sue dimissioni dalla carica di Presidente di Walt Disney Studios Entertainment dopo il fallimento di John Carter. Il 27 aprile, Disney e News Corp annunciarono di voler acquistare la partecipazione di Providence Equity in Hulu per circa $ 200 milioni. Il 5 giugno, la Disney decise di vietare annunci pubblicitari per bambini che sponsorizzavano cibo spazzatura sui suoi canali TV e siti web. Il 13 agosto, la stampa evocò la possibilità di acquisizione di Scripps Networks Interactive da parte della Disney per 10 miliardi. Il 24 agosto, Time Magazine rivelò che Euro Disney SCA stava venendo comprata da parte di The Walt Disney Company per ridurre le difficoltà finanziarie dell'operatore dei parchi francesi. Poco dopo la società francese annunciò che la Walt Disney Company aveva concesso un prestito 1,332 miliardi di euro per rifinanziare il proprio debito. Il 30 ottobre, Disney rese pubblico l'acquisto di Lucasfilm e di tutte le sue sussidiarie (Industrial Light & Magic, LucasArts e Skywalker Sound) per $ 4,05 miliardi, annunciando l'arrivo del settimo episodio della saga nel 2015. L'acquisizione venne completata nel dicembre di quell'anno e il pagamento avvenne tramite azioni (37 milioni) e denaro. Il 27 dicembre 2012, Disney ha sottoscritto un prestito in obbligazioni per $ 3 miliardi, per ripagare debiti e coprire le spese delle acquisizioni.
Il 15 gennaio 2013, Disney annuncia il lancio a giugno 2013 di Disney Infinity per contrastare Skylanders di Activision Blizzard, consentendo una connessione tra Disney Toys e Disney Interactive Studios. Il 1º luglio 2013, il Comitato esecutivo della Disney estese il contratto di Robert Iger come amministratore delegato e presidente fino al 30 giugno 2016. Il 12 luglio 2013, Disney, NBCUniversal e Fox interruppero il processo di vendita di Hulu e annunciarono un investimento di 750 milioni di dollari nella piattaforma. Il 13 settembre, Disney annunciava l'intenzione di riacquistare le proprie azioni a partire dal 2014 per un valore tra i 6 e gli 8 miliardi di dollari. Il 9 ottobre, Disney interruppe l'emissione di certificati cartacei per le proprie azioni a beneficio della versione digitale, ma offrì ai collezionisti la possibilità di ricevere dei certificati di acquisizione senza alcun valore legale. Il 24 ottobre 2013, Disney EMEA ha annunciato una riorganizzazione dei contratti europei con agenzie pubblicitarie, contratti dal 2010 tenuti da Carat per il cinema e dal 2008 da ZenithOptimedia per Disneyland Paris. Il 28 ottobre, Disney decise di eliminare le slot machine con personaggi della Marvel Comics o di Star Wars non rinnovando più i contratti di licenza. Questo fu fatto in contrasto alla nuova legislazione della Florida sui casinò, che secondo la società andavano ad intaccare la reputazione di destinazione family friendly dello stato. Il 12 novembre, Walt Disney Studios annunciò di aver superato il suo record del 2010 superando $ 3,771 miliardi di incassi al botteghino con le etichette Marvel, Disney e Pixar. Il 20 novembre, la filiale OMD Worldwide di Omnicom Group rilevò il contratto pubblicitario della divisione cinematografica della Disney stimata a 800 milioni di dollari. Il 23 dicembre, Jack Dorsey, fondatore di Twitter, entrò a far parte del consiglio di amministrazione della Disney al posto di Judy Estrin. Il 24 marzo 2014, Disney acquisì Maker Studios, specializzato nella gestione di contenuti su YouTube e simili, per $ 500 milioni.
Il 6 ottobre 2014, The Walt Disney Company ha annunciato una ricapitalizzazione e il rafforzamento della sua partecipazione in Euro Disney per un importo di circa € 1 miliardo, di cui $ 420 milioni in liquidità e $ 600 milioni in debito scambio.
Il 5 febbraio 2015, Thomas O. Staggs, direttore di Walt Disney Parks and Resorts ed ex CFO, fu promosso a COO della compagnia, posizione che secondo alcuni lo proiettava ad "erede" di Bob Iger. Il 3 aprile 2015, la stampa riferì che Disney, attraverso ESPN, avrebbe negoziato un contratto da $ 250 milioni con il sito di scommesse sportive virtuali di DraftKings, il quale avrebbe ricambiato comprando spazi pubblicitari su ESPN. Disney Interactive e Disney Consumer Products vennero fuse nella divisione Disney Consumer Products and Interactive Media. Il 30 giugno Christine McCarthy divenne Chief Financial Officer della compagnia. Il 22 settembre 2015, Disney investe in Jaunt, una start-up della Silicon Valley specializzata in realtà virtuale. L'8 luglio 2015 Nominet, l'ente che gestisce i domini anglosassoni, costrinse una compagnia di costumi britannica a restituire 6 domini a "tema" Star Wars a Disney.
Ad agosto, Iger annunciò che il fenomeno dei cord cutter, cioè coloro che disdicevano l'abbonamento alla pay-tv per farne uno con i servizi di video on demand, stava crescendo, andando ad intaccare il mercato delle media company. In seguito alle sue dichiarazioni sia le azioni Disney che quella delle altre company scesero. In settembre il calo delle azioni, legato soprattutto ai timori sul business model di ESPN, basato sulle pay tv, spinse la Disney a confermare il progetto di buy-back. Ad ottobre, fu inoltre annunciato un servizio di noleggio di contenuti digitali on-demand nel Regno Unito chiamato DisneyLife, che comprendeva film, programmi TV, musica e libri legati ai propri marchi. La creazione di un servizio over the top, portò nell'agosto del 2016 all'acquisto di una quota di BAMTech, un servizio di streaming sportivo, nonché distributore di tecnologie legate ai servizi on-line. In questo modo Disney si procurò le conoscenze necessarie per lanciare, tramite ESPN, un servizio on-demand legato ad eventi sportivi.
Nonostante fosse ritenuto il naturale erede di Iger, il 4 aprile 2016 Thomas Staggs improvvisamente annunciò la sua partenza da Disney.

#### 2017-2019: streaming e 21st Century Fox
Il 1º febbraio 2017, Disney accettò di pagare 100 milioni di dollari per chiudere una class action mossa contro gli studios californiani. L'accusa era quella di aver siglato un accordo nel quali gli studi si impegnavano a cercare di non assumere gli artisti dei concorrenti e di fare cartello sui salari. Gli studi della Disney coinvolti erano Disney Animation e Pixar. Il 23 marzo, il contratto di Robert Iger come CEO fu prorogato fino a luglio 2019. Il 13 giugno, la Walt Disney Company concluse l'OPA per Euro Disney, raggiungendo il 97,08% del capitale, e annunciò il ritiro del titolo dalla borsa. In maggio venne aperta la Disney Digital Network, che doveva coordinare le pubblicazioni sui siti gestiti dalla Disney e su tutti i social network. Sotto il suo controllo passarono non solo i siti dedicati ai propri personaggi, come StarWars.com, ma anche le altre società controllate che gestivano network, come Maker Studios. Il tutto per rendere le pubblicazioni e gli influencer più "disneiani possibili".

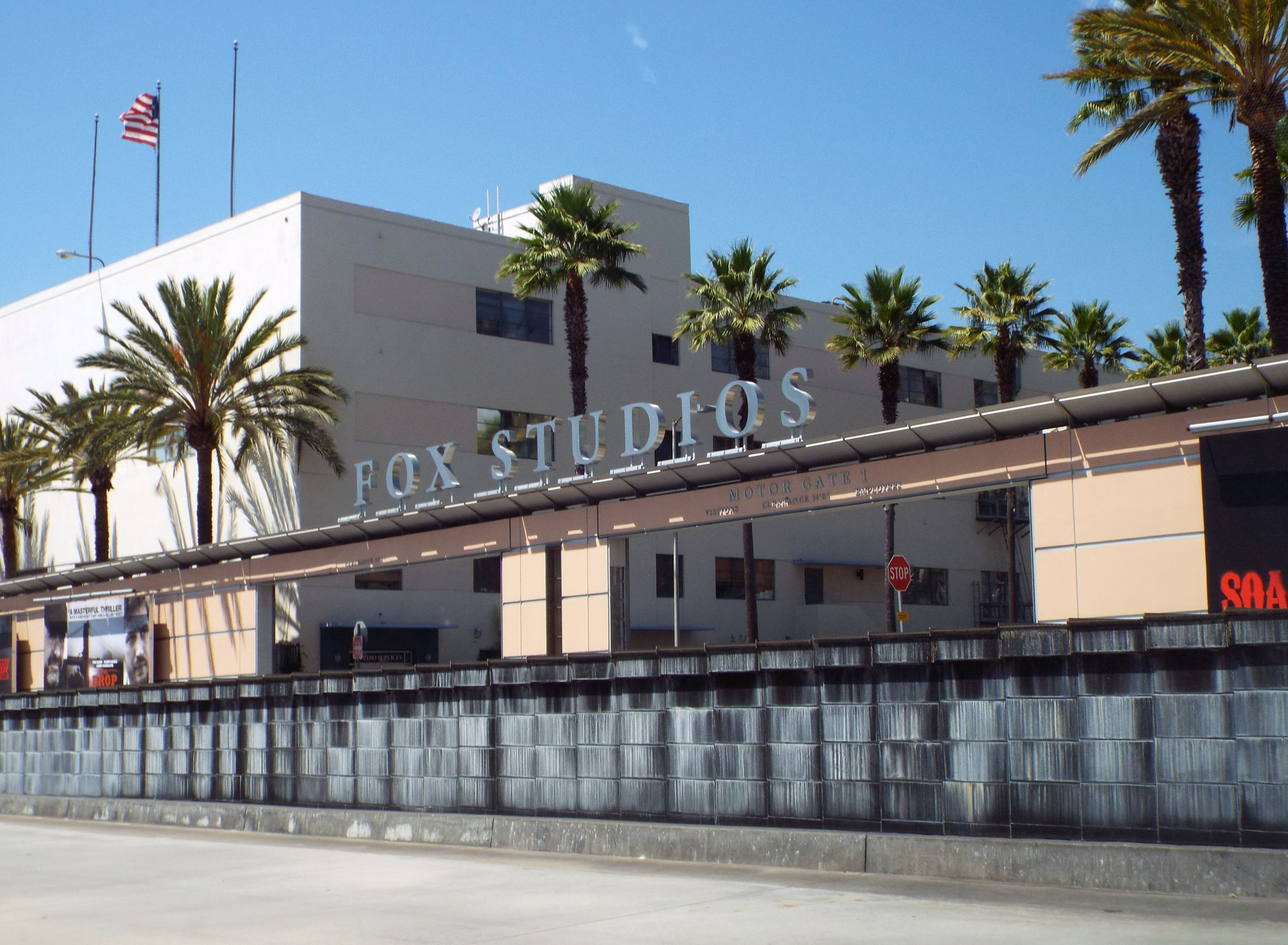
Entrata agli Fox Studios di Los Angeles, sede dalla 20th Century Fox

In agosto, con un investimento di 1,5 miliardi di dollari, la Disney si assicurò il 75% di BAMTech, la quale avrebbe dovuto garantire il know how necessario allo sviluppo di un servizio on demand non solo di ESPN, ma anche di Disney. Il primo, rispetto all'idea precedente, avrebbe compreso più sport, tuttavia escludendo sempre i maggiori (NFL e NBA), mentre il secondo si sarebbe posto come un diretto concorrente di Netflix, a partire dal 2019. A partire da quell'anno, Iger annunciò che molti film Pixar e delle altre controllate Disney sarebbero stati trasmessi in esclusiva sui propri servizi.
Il 6 novembre fu riportato dalla CNBC che Disney e 21st Century Fox stavano concordando una possibile fusione. La stampa parlava della possibilità della cessione di tutte le attività legate all'intrattenimento, mentre quelle legate all'informazione e allo sport sarebbero rimaste alla Fox. Voci successive suggerirono la possibilità che anche i network dedicati agli sport locali sarebbero passati sotto il controllo della Disney.
Il 14 dicembre 2017 fu annunciato l'accordo che prevedeva non solo l'acquisto per 52,4 miliardi di dollari di molte divisione della Fox, ma anche l'assunzione del debito da 13 miliardi circa. A Disney sarebbero passati gli studi cinematografici (20th Century Fox, Fox Searchlight Pictures e Fox 2000) e televisivi (20th Century Fox Television, FX Productions e Fox21), Fx Networks, National Geographic Partners, Fox Sports Regional Networks, Fox Networks Group International, dell'indiana Star TV come anche le quote di Fox in Endemol Shine Group, Hulu, Sky e Tata Sky. Tuttavia, prima di finalizzare l'accordo, la 21st Century Fox avrebbe dovuto creare un'altra azienda in cui sarebbero confluite Fox Broadcasting Network, Fox News Channel, Fox Business Network, FS1, FS2 e Big Ten Network. Fu inoltre deciso che Iger sarebbe stato al comando fino al 2021, per supervisionare la fusione. Tuttavia l'antitrust americano deve ancora approvare la transazione, la quale ridurrebbe gli studios delle major da sei a cinque, ma porterebbe anche maggior competitività nello streaming online secondo la dirigenza Disney.
Nel dicembre del 2017 a seguito del movimento hastag metoo John Lasseter, presidente degli studi d'animazione Walt Disney Animation Studios e Pixar Animation Studios è costretto a dare le dimissioni dopo essere stato accusato di molestie sessuali da alcuni animatrici dei rispettivi studios. Al suo posto subentrano Pete Docter alla guida della Pixar e Jennifer Lee alla guida della Disney.
Il 23 gennaio 2018 la società annunciò che, grazie alla riforma fiscale, avrebbe dato un bonus di 1 000 dollari a 115 000 dipendenti americani e che avrebbe finanziato corsi di formazione per i propri dipendenti per 50 milioni di dollari. Il mese successivo, l'amministratore delegato dell'azienda, insieme al Presidente della Repubblica francese Emmanuel Macron, annunciò un piano di espansione da 2 miliardi di dollari per Disneyland Paris; il progetto, che sarebbe partito nel 2021, avrebbe portato tre nuove aree basate sui franchise di Star Wars, Marvel e Frozen, con un lago a collegarle e l'aggiunta di nuovi spettacoli.
Il 14 marzo fu annunciata una riorganizzazione aziendale, attiva da subito, intorno a quattro segmenti principali: Studio Entertainment e Media Networks, già esistenti, avrebbero perso le competenze circa la promozione e la pubblicità; Direct-to-Consumer and International, nella quale fu assorbita BAMTECH, si sarebbe occupata della distribuzione e promozione dei prodotti creati dalle prime due divisioni, controllando anche i servizi on demand di proprietà, ESPN+ e il nuovo servizio di streaming, sia di Hulu, e gestendo Disney Channel al di fuori degli Stati Uniti, mentre la gestione interna sarebbe rimasta alla Media Network; Parks, Experiences and Consumer Products avrebbe avuto le stesse competenze delle divisioni da cui derivava, le precedenti Parks and Resorts e Consumer Products.
Il 12 aprile l'antitrust inglese annunciò che, se l'accordo di acquisizione tra la Disney e la Fox fosse stato approvato prima dell'acquisizione di Sky plc da parte della seconda, la società di Topolino avrebbe dovuto presentare la stessa offerta fatta dalla società di Murdoch. Per velocizzare l'approvazione dell'ente britannico la Disney, all'inizio di aprile, presentò un'offerta per l'acquisto di Sky News, con la precisazione che non avrebbe interferito con la linea editoriale della società, che alcuni parlamentari non volevano diventasse parte della Fox, poiché ritenevano che la concorrenza in questo campo sarebbe venuta a mancare, in quanto la famiglia Murdoch possedeva già alcuni periodici inglesi. Questa mossa era volta anche ad evitare che l'offerta presentata da Comcast in febbraio venisse presa in considerazione, in quanto era di molto superiore all'offerta presentata dalla Fox nel 2016.
Il 13 aprile la società annuncia che il film Marvel Black Panther ha guadagnato più di 1,3 miliardi di dollari, diventando il decimo maggior incasso della storia del cinema, superando Frozen - Il regno di ghiaccio.
Il 12 giugno 2018 un giudice federale respinse il ricorso del Dipartimento di Giustizia americano contro la fusione tra AT&T e Time Warner, dando quindi il via libera all'operazione. Secondo alcuni giornali ciò ha spinto Comcast a fare una nuova offerta per 21st Century Fox, tutta in contanti, del valore di 65 miliardi di dollari. Una settimana dopo la compagnia di Topolino ha portato la propria offerta a circa 71 miliardi di dollari in azioni e contanti. La Fox, dopo la nuova proposta, ha detto che l'offerta di Comcast non sarebbe stata presa in considerazione. L'acquisizione è diventata ufficiale il 27 luglio con il voto favorevole degli azionisti di entrambe le società.
A luglio 2018 la Disney licenzia il regista James Gunn a causa di alcuni vecchi tweet diffusi su Twitter che secondo la Casa di Topolino potevano danneggiare la loro immagine. La decisione venne molto critica da molte star di Hollywood. Mesi dopo è stato riassunto da Disney stessa dopo le dure critiche ricevute, e per poter finire lo sviluppo di Guardiani della Galassia Vol. 3.
In settembre 2018 la Disney festeggia un nuovo record al box office, grazie alle performance di Black Panther, Avengers: Infinity War, Gli Incredibili 2 e Ant-Man and the Wasp grazie ai quali riesce a replicare i risultati del 2017.
Sempre a settembre 2018 la Disney rinuncia all'acquisizione di Sky che viene ceduta alla compagnia di telecomunicazioni Comcast, società che controlla già NBC Universal e la DreamWorks.
A novembre 2018 la fusione Disney-Fox riceve l'approvazione dell'antitrust dell'Unione Europea e della Cina. Tuttavia, il primo ente ha dato il via libera all'operazione imponendo la dismissione in Europa di tutti i canali che trasmettono documentari, come History, Crime & Investigation e Lifetime. Nello stesso mese la società annuncia che il nuovo servizio di streaming si chiamerà Disney+ e debutterà in America alla fine del 2019. È stato inoltre annunciato l’arrivo di Hulu in altri mercati sempre nel corso del 2019.
A dicembre 2018 la Disney annunciò di aver superato i 7,7 miliardi di dollari al box office americano grazie al successo commerciale di: Black Panther, Avengers: Infinity War, Gli Incredibili 2 e Ralph spacca Internet.
A febbraio 2019, la Disney ottenne l'ok per la fusione con la 20th Century Fox da paesi quali Messico e Brasile con la sola condizione di vendere Fox Sport nei rispettivi paesi. Il 20 marzo 2019, dopo 15 mesi di trattative, la Disney completa l'acquisizione della 21st Century Fox, portando inoltre la quota di Hulu in suo possesso al 60%. Questo accordo potrebbe portare al licenziamento di oltre 4000 dipendenti Fox. Per rispettare i vincoli imposti dall'antitrust americano, ad ottobre 2019 la società concluse la vendita dei canali sportivi regionali, per un totale di circa 13 miliardi di dollari.
Nel 2019 grazie ai successi di: Captain Marvel, Aladdin, Avengers: Endgame, Spider-Man: Far from Home, Toy Story 4, Il re leone, Frozen II - Il segreto di Arendelle e Star Wars - L'ascesa di Skywalker la Disney supera ufficialmente il traguardo dei 11 miliardi di dollari al livello mondiale diventando la prima major di Hollywood a compiere tale risultato.
A novembre del 2019, la Disney apre ufficialmente la sua piattaforma streaming Disney+.

#### 2020-2021: dimissioni di Bob Iger e crisi per la pandemia da COVID-19

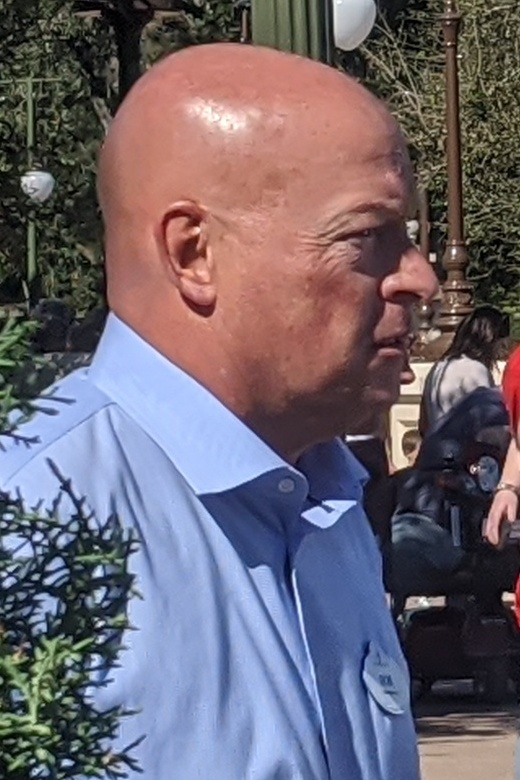
Bob Chapek, dal 2020 al 2022 CEO della The Walt Disney Company.

Il 25 febbraio 2020, Bob Iger rassegna le dimissioni come CEO di Disney finendo il suo contratto con la compagnia, al suo posto la Disney nomina Bob Chapeck, presidente della divisione dei parchi di divertimento.
A causa della pandemia da COVID-19 la Walt Disney Company ha visto una riduzione del 26% del titolo Disney rispetto al suo obiettivo prima che il virus iniziasse a diffondersi. La sola divisione parchi ha diminuito il valore di quasi due terzi a causa della chiusura di tutti i parchi Disney nel mondo e di tutte le crociere. La società ha stimato che la sola chiusura dei parchi di Shanghai e Hong Kong per due mesi comporterà una perdita di profitto operativo di 145 milioni di dollari. A causa della chiusura di tutti i negozi Disney nel mondo e della mancata promozione di nuovi film Disney (le cui uscite sono state tutte posticipate) Wells Fargo ha ridotto la valutazione del business dei prodotti di consumo Disney di quasi il 60%. Bob Iger ha dichiarato al New York Times che non ha lasciato la compagnia perché vedeva la crisi causata dalla pandemia arrivare (dalla Cina) e che invece rimanderà il pensionamento affiancando Chapeck sino alla fine della pandemia. Iger ha dichiarato che la società emergerà profondamente cambiata dalla crisi e che sarà una Disney con meno dipendenti, che guiderà la nuova e incerta attività su come riunire le persone in modo sicuro per l'intrattenimento e ha dichiarato che non aveva altra scelta che abbandonare il suo piano di ritirarsi: "Una crisi di questa portata, e il suo impatto sulla Disney, ha portato necessariamente al mio aiuto attivo a Bob Chapek e alla compagnia, soprattutto dato che ho gestito la compagnia per 15 anni". L'introduzione di Disney+ ha attirato inizialmente 50 milioni di abbonati in tutto il mondo, ma il progetto era ancora un investimento senza generare entrate e la produzione televisiva e cinematografica era comunque tutta ferma. Molti analisti hanno stimato che la società stava perdendo almeno $30 milioni al giorno. La società ha preso in prestito $6 miliardi alla fine di marzo 2020, segno sia della sua situazione disperata che della fiducia dei finanziatori. La Disney ha annunciato il licenziamento di almeno 30.000 lavoratori nel solo settore turistico della California, secondo il presidente del Workers United Local 50, Chris Duarte, che rappresentava alcuni di quei lavoratori. Altri 43.000 lavoratori in Florida sono stati licenziati, tra questi 135 ragazzi italiani licenziati a Walt Disney World. Secondo il Financial Times, a causa della crisi, la Disney ha licenziato in tutto oltre 100.000 dipendenti.
Durante il secondo trimestre fiscale del 2020, quando la pandemia ha preso piede in tutto il mondo, la perdita per i conti dell'azienda in tutti i suoi business è stato stimato in 1,4 miliardi di dollari. Il solo segmento Parks, Experiences and Products, particolarmente colpito dalla chiusura globale, ha visto perdite per 1 miliardo di dollari. Per tentare di arginare la crisi, oltre ai licenziamenti, la Disney ha scelto di non pagare il dividendo semestrale, fissato per l'estate 2020, con un risparmio di $1,6 miliardi. La compagnia ha inoltre tagliato la retribuzione dei dirigenti e lo stesso Iger si è privato del suo stipendio. La Walt Disney Co. ha riportato nel terzo trimestre 2020 una perdita fiscale di 4,7 miliardi di dollari, 870 milioni al di sotto delle aspettative di Wall Street. Un rapporto della compagnia ha mostrato che la ripresa dalla crisi causata dalla pandemia rimane bassa. Nel rapporto sugli utili del quarto trimestre, la compagnia ha stimato che l'impatto della pandemia sia stato di 3,1 miliardi di dollari. 2,4 miliardi dei quali provengono ancora dal segmento Parks, Experiences and Products, in calo del 61% rispetto all'anno precedente. I parchi hanno registrato una perdita operativa di 1,1 miliardi di dollari a causa della chiusura prolungata di Disneyland e Disney Cruise Line. I ricavi degli ultimi dodici mesi sono stati di 65,388 milioni di dollari, il 6% in meno rispetto ai 69,607 milioni raggiunti nel 2019 e la compagnia ha chiuso l'anno fiscale 2020 con una perdita netta di 2,832 milioni di dollari, rispetto ai benefici netti di 10,425 milioni di dollari conseguiti nello stesso periodo nel 2019. Chapeck ha dichiarato che il vero "punto luminoso" è stato il business direct-to-consumer, che ha definito fondamentale per il futuro dell'azienda e, nell'anniversario del lancio di Disney+, ha annunciato che, alla fine del quarto trimestre, il servizio aveva più di 73 milioni di abbonati paganti, superando di gran lunga le loro aspettative per il primo anno.
Il 9 marzo 2021 la compagnia annuncia che il servizio Disney+ ha superato i 100 milioni di abbonati nel mondo. Chapek ha affermato che il successo li ha ispirati ad essere ancora più ambiziosi e ad aumentare in modo significativo il loro investimento nello sviluppo di contenuti di alta qualità, fissando un obiettivo di oltre 100 nuovi titoli all'anno e aggiungendo che l'attività destinata direttamente ai consumatori è diventata la massima priorità della compagnia.
Nonostante questo, a causa della crisi causata dalla pandemia, il 9 febbraio 2021 Disney ha annunciato la chiusura dello studio d'animazione Blue Sky Studios, che aveva inglobato in seguito all'acquisizione di 20th Century Fox, mentre nel marzo 2021 annuncia la chiusura di quasi tutti i Disney Store nel mondo (tranne alcuni in Asia e nei parchi di divertimento) dichiarando che si concentrerà solo sull'E-Commerce.

### 2022-in corso: Il ritorno di Robert Iger come CEO e il centenario
Il 20 novembre 2022, viene annunciato il ritorno di Robert Iger in Disney come CEO in sostituzione di Bob Chapek, che lo aveva sostituito nel 2020. Susan Arnold rimarrà presidente della società.
L’8 febbraio 2023, a seguito di una riorganizzazione delle divisioni, Disney Media and Entertainment Distribution ha cessato le sue attività, venendo sostituita da Disney Entertainment e ESPN. Lo stesso giorno viene annunciato il licenziamento di 7.000 dipendenti.
Nel 2023 sono partiti i festeggiamenti per il centesimo anniversario della casa di produzione, si sono tenuti diversi concerti e sono state prodotti molti oggetti di Topolino, per festeggiare sono usciti anche un cortometraggio intitolato Once Upon a Studio e un film denominato Wish, e su YouTube sono anche usciti diversi video promozionali. Il logo Disney adesso inizia con tantissimi riferimenti ai vecchi classici e c'è la scritta "Disney 100: 100 Years of Wonders".

## Società
The Walt Disney Company opera attraverso le sue tre divisioni principali:

### Divisioni
- Disney Entertainment si occupa della produzione dei contenuti dell'azienda a livello globale, attraverso The Walt Disney Studios e Disney General Entertainment Content, e della distribuzione, attraverso Walt Disney Studios Motion Pictures, lo streaming (Disney+ e Hulu) e le reti lineari (ABC, Freeform e FX). La divisione è guidata da Alan Bergman e Dana Walden.
- Disney Experiences include i parchi a tema della compagnia, le navi da crociera, le attività legate ai viaggi, i prodotti per i consumatori (Disney Consumer Products) e le divisioni editoriali (Disney Publishing Worldwide). Tali attività includono: Walt Disney World, Disneyland Resort, Tokyo Disney Resort, Disneyland Paris, Hong Kong Disneyland Resort, Shanghai Disney Resort, Disney Vacation Club, Disney Cruise Line e Adventures by Disney. La divisione è guidata da John D'Amaro.[280]
- ESPN Inc. si occupa della programmazione sportiva con e senza sceneggiatura per i canali via cavo, ESPN+ e ABC. La divisione è guidata da James Pitaro.

### Produzione di contenuti
- The Walt Disney Studios comprendono le case di produzione legate all'intrattenimento e alle sale cinematografiche, ovvero Walt Disney Pictures, Walt Disney Animation Studios, Pixar Animation Studios, Marvel Studios, Lucasfilm, 20th Century Studios, Searchlight Pictures, Disneynature e Disney Theatrical Group.
- Disney General Entertainment Content (DGE) è responsabile delle case di produzione televisive e delle emittenti del gruppo negli Stati Uniti, che includono Walt Disney Television (che comprende i network della ABC, Disney Television Studios, ABC Signature, 20th Television e 20th Television Animation, le stazioni televisive della ABC e Freeform), Disney Branded Television, FX Networks e ABC News. La Disney possiede inoltre una quota del 73% in National Geographic Partners e una quota del 50% in A&E Networks.
- International Content and Operations Group si concentra sulla supervisione dei contenuti locali e regionali che sono collegati al mercato globale attraverso produzioni e operazioni per i suoi servizi di streaming.[281]

Inoltre, la Disney possiede Marvel Entertainment, che risponde direttamente al CEO e i cui ricavi vengono divisi tra le divisioni Studios e Consumer Products.

### Altri interessi
Dalla fine degli anni settanta la Disney possiede una flotta di aerei, nel Form 10-Q del 9 gennaio 2005 viene dichiarato che gli investimenti della Disney nel settore dell'affitto di mezzi aeronautici ammonta a 157 milioni di USD, 103 milioni alla Delta Air Lines e 54 milioni alla FedEx.
Da segnalare l'iniziativa immobiliare di "Celebration" nella contea di Osceola in Florida: basata su un progetto dello stesso Walt Disney, si tratta di una "gated community" che si estende per circa 27500 acri. Realizzata nel 1994, doveva rappresentare un esempio di comunità basata sulla sicurezza e armonia, rivolta al ceto medio americano. Nel 2004 Walt Disney Company vendette l'intero progetto a Lexin Capital per 42 mln$.
La Disney possedeva anche delle banche di credito cooperativo chiamate Partners Federal Credit Union create nel 1960 per tutti i dipendenti negli USA, e Vista Federal Credit Union fondata nel 1968 per sostenere specificatamente il progetto del Disney Resort in California. Le due società si fusero nel 2007 creando la Partner FCU. La Disney possiede inoltre una società di venture capital la Steamboat Ventures e una riserva naturale di 45 km2 in Florida la Disney Wilderness Preserve.

## Dati finanziari

### Azionariato Disney
Le azioni della Walt Disney Company sono generalmente divise tra diverse tipologie di investitori:
- Società di Investimento istituzionale[285]:

| Nomi                        | % di azioni al 29 settembre 2017 | valore in USD  |
| --------------------------- | -------------------------------- | -------------- |
| Vanguard Group, Inc. (The)  | 6,76%                            | 10.138.413.259 |
| BlackRock                   | 5,86%                            | 8.788.834.536  |
| State Street Corporation    | 4,46%                            | 6.686.823.805  |
| State Farm Insurance        | 2,79%                            | 4.188.525.136  |
| Morgan Stanley              | 1.70%                            | 2.544.200.740  |
| Bank of New York Mellon     | 1,60%                            | 2.396.482.698  |
| FMR, LLC                    | 1,51%                            | 2.269.231.417  |
| Northern Trust Corporation  | 1,43%                            | 2.148.495.142  |
| Bank of America Corporation | 1,18%                            | 1.769.693.292  |
| MFS Investment Management   | 1,18%                            | 1.761.257.495  |

- Fondi pensione di varie organizzazioni in tutti gli USA: California Public Employees’ Retirement System (CalPERS), New York State Common Retirement Fund, l'American Federation of State, County and Municipal Employees Pension Funds (AFSCME) e l'Illinois State Board of Investment.
- Fondi d'investimento come Waddell & Reed, Inc. (6%) o Wells Fargo Advantage Fuonds (6%).

Nel gennaio 2006 Steve Jobs possedeva azioni per 3,7 miliardi di dollari, equivalenti a poco più del 2% delle azioni, ciò faceva di lui il primo proprietario, privato ed estraneo alla Disney, di azioni della società. Alla sua morte le azioni sono state spostate su un fondo d'investimento gestito dalla vedova. Laurene Powell Jobs annunciò il 24 novembre 2011 di possedere 138 milioni in azioni della Disney (7,7% del totale), ma di non essere interessata a manovrare il consiglio di direzione. Il 2 febbraio 2017 il fondo ha dimezzato le sue azioni Disney.
Tra gli alti dirigenti della Disney, ci sono anche dei grandi azionisti:
- Robert Iger, CEO, 322.800 azioni;
- Thomas Staggs, Direttore Finanziario, 232.535 azioni;
- George J. Mitchell, Presidente del CDA fino al gennaio 2007, 82.028 azioni;
- Judith Estrin, Membro del Consiglio, 37.501 azioni;
- John E. Pepper, Jr. Presidente del CDA dal gennaio del 2007, 35.406 azioni.

## Storico dei dati finanziari
| anno         | 1940  | 1941   | 1942   | 1943    | 1944   | 1945   | 1946   | 1947   | 1948  | 1949  |
| ------------ | ----- | ------ | ------ | ------- | ------ | ------ | ------ | ------ | ----- | ----- |
| ricavo netto |       | -0,8   | -0,2   | 0,4     | 0,5    | 0,4    | 0,2    | 0,3    | -0,1  | -0,1  |
| fatturato    |       | -      | -      | -       | -      | -      | -      | -      | -     | -     |
| anno         | 1950  | 1951   | 1952   | 1953    | 1954   | 1955   | 1956   | 1957   | 1958  | 1959  |
| ricavo netto | 0,7   | 0,4    | 0,5    | 0,5     | 0,7    | 1,4    | 2,6    | 3,6    | 3,9   | 3,4   |
| fatturato    | -     | -      | -      | -       | -      | -      | -      | -      | -     | -     |
| anno         | 1960  | 1961   | 1962   | 1963    | 1964   | 1965   | 1966   | 1967   | 1968  | 1969  |
| ricavo netto | -1,3  | 4,5    | 6,6    | 7       | 7      | 11     | 12,4   | 11,3   | 13,1  | 15,8  |
| fatturato    | -     | -      | -      | -       | -      | -      | -      | -      | -     | -     |
| anno         | 1970  | 1971   | 1972   | 1973    | 1974   | 1975   | 1976   | 1977   | 1978  | 1979  |
| ricavo netto | 22    | 26,7   | 40,2   | 47,7    | 48,5   | 61,7   | 74,5   | 81,9   | 98,3  | 113,7 |
| fatturato    | 167,1 | 175,6  | 329,4  | 385     | 429,8  | 520    | 583,8  | 629,8  | 741,1 | 796,7 |
| anno         | 1980  | 1981   | 1982   | 1983    | 1984   | 1985   | 1986   | 1987   | 1988  | 1989  |
| ricavo netto | 135,1 | 121,4  | 100,0  | 93,1    | 97,8   | 173,5  | 247,3  | 444,7  | 522   | 703   |
| fatturato    | 914,5 | 1005,0 | 1030,2 | 1307,30 | 1655,9 | 2015,8 | 2165,8 | 2876,8 | 3438  | 4594  |

| Anno | Netto annuo                       | Netto annuo              | Netto annuo                   | Netto annuo           | Netto annuo                                                 | Netto annuo | Fatturato annuo                   | Fatturato annuo          | Fatturato annuo               | Fatturato annuo       | Fatturato annuo                                             | Fatturato annuo |
|      | Walt Disney Studios Entertainment | Disney Consumer Products | Walt Disney Parks and Resorts | Disney Media Networks | Walt Disney Internet Group / Disney Interactive Media Group | Total       | Walt Disney Studios Entertainment | Disney Consumer Products | Walt Disney Parks and Resorts | Disney Media Networks | Walt Disney Internet Group / Disney Interactive Media Group | Total           |
| ---- | --------------------------------- | ------------------------ | ----------------------------- | --------------------- | ----------------------------------------------------------- | ----------- | --------------------------------- | ------------------------ | ----------------------------- | --------------------- | ----------------------------------------------------------- | --------------- |
| 1984 |                                   | 100                      | 250                           |                       |                                                             | 97,8        |                                   |                          |                               |                       |                                                             |                 |
| 1985 |                                   |                          |                               |                       |                                                             | 173,5       |                                   |                          |                               |                       |                                                             |                 |
| 1986 |                                   |                          |                               |                       |                                                             | 247,3       |                                   |                          |                               |                       |                                                             |                 |
| 1987 |                                   |                          |                               |                       |                                                             | 444,7       |                                   |                          |                               |                       |                                                             |                 |
| 1988 | 186                               | 134                      | 565                           |                       |                                                             | 522         | 1 149                             | 247                      | 2 042                         |                       |                                                             | 3 438           |
| 1989 | 257                               | 187                      | 785                           |                       |                                                             | 703         | 1 588                             | 411                      | 2 595                         |                       |                                                             | 4 594           |
| 1990 | 313                               | 223                      | 889                           |                       |                                                             | 854         | 2 250                             | 574                      | 3 020                         |                       |                                                             | 5 843           |
| 1991 | 318,1                             | 229,8                    | 546,6                         |                       |                                                             | 1 094,5     | 2 593                             | 724                      | 2 794                         |                       |                                                             | 6 111           |
| 1992 | 508,3                             | 283                      | 644                           |                       |                                                             | 1 435,3     | 3 115                             | 1 081                    | 3 306                         |                       |                                                             | 7 502           |
| 1993 | 622,2                             | 355,4                    | 746,9                         |                       |                                                             | 1 724,5     | 3 673,4                           | 1 415,1                  | 3 440,7                       |                       |                                                             | 8 529,2         |
| 1994 | 779,1                             | 425,5                    | 684,1                         | 77                    |                                                             | 1 965,7     | 4 793                             | 1 798,2                  | 3 463,6                       | 359                   |                                                             | 10 413,8        |
| 1995 | 998,4                             | 510,5                    | 860,8                         | 76                    |                                                             | 2 445,7     | 6 001,5                           | 2 150                    | 3 959,8                       | 414                   |                                                             | 12 525,3        |
| 1996 | 1 598                             | 1 598                    | 990                           | 747                   | (-300)                                                      | 3 035       | 10 095                            | 10 095                   | 4 502                         | 4 142                 |                                                             | 18 739          |
| 1997 | 1 079                             | 893                      | 1 136                         | 1 699                 | -56                                                         | 4 312       | 6 981                             | 3 782                    | 5 014                         | 6 522                 | 174                                                         | 22 473          |
| 1998 | 769                               | 801                      | 1 288                         | 1 746                 | -94                                                         | 3 231       | 6 849                             | 3 193                    | 5 532                         | 7 142                 | 260                                                         | 22 976          |
| 1999 | 116                               | 607                      | 1 446                         | 1 611                 | -93                                                         | 3 231       | 6 548                             | 3 030                    | 6 106                         | 7 512                 | 206                                                         | 23 402          |
| 2000 | 110                               | 455                      | 1 620                         | 2 298                 | -402                                                        | 4 081       | 5 994                             | 2 602                    | 6 803                         | 9 615                 | 368                                                         | 25 402          |
| 2001 | 260                               | 401                      | 1 586                         | 1 758                 |                                                             | 4 214       | 7 004                             | 2 590                    | 6 009                         | 9 569                 |                                                             | 25 790          |
| 2002 | 273                               | 394                      | 1 169                         | 986                   |                                                             | 2 826       | 6 465                             | 2 440                    | 6 691                         | 9 733                 |                                                             | 25 360          |
| 2003 | 620                               | 384                      | 957                           | 1 213                 |                                                             | 3 174       | 7 364                             | 2 344                    | 6 412                         | 10 941                |                                                             | 27 061          |
| 2004 | 662                               | 534                      | 1 123                         | 2 169                 |                                                             | 4 488       | 7 713                             | 2 511                    | 8 750                         | 11 778                |                                                             | 30 752          |
| 2005 | 207                               | 543                      | 1 178                         | 3 209                 |                                                             | 5 137       | 7 587                             | 2 127                    | 9 023                         | 13 207                |                                                             | 31 944          |
| 2006 | 729                               | 618                      | 1 534                         | 3 610                 |                                                             | 6 491       | 7 529                             | 2 193                    | 9 925                         | 14 368                |                                                             | 34 285          |
| 2007 | 1 201                             | 631                      | 1 710                         | 4 285                 |                                                             | 7 827       | 7 491                             | 2 347                    | 10 626                        | 15 046                |                                                             | 35 510          |
| 2008 | 1 086                             | 778                      | 1 897                         | 4 942                 | -258                                                        | 8 445       | 7 348                             | 2 415                    | 11 504                        | 15 857                | 719                                                         | 37 843          |
| 2009 | 175                               | 609                      | 1 418                         | 4 765                 | -295                                                        | 6 672       | 6 136                             | 2 425                    | 10 667                        | 16 209                | 712                                                         | 36 149          |
| 2010 | 693                               | 677                      | 1 318                         | 5 132                 | -234                                                        | 7 586       | 6 701                             | 2 678                    | 10 761                        | 17 162                | 761                                                         | 38 063          |
| 2011 | 618                               | 816                      | 1 553                         | 6 146                 | -308                                                        | 8 825       | 6 351                             | 3 049                    | 11 797                        | 18 714                | 982                                                         | 40 893          |
| 2012 | 722                               | 937                      | 1 902                         | 6 619                 | -216                                                        | 9 964       | 5 825                             | 3 252                    | 12 920                        | 19 436                | 845                                                         | 42 278          |
| 2013 | 1 112                             | 661                      | 2 220                         | 6 818                 | -87                                                         | 10 724      | 5 979                             | 3 555                    | 14 087                        | 20 356                | 1 064                                                       | 45 041          |
| 2014 | 1 356                             | 1 549                    | 2 663                         | 7 321                 | 116                                                         | 13 005      | 7 278                             | 3 985                    | 15 099                        | 21 152                | 1 299                                                       | 48 813          |
| 2015 | 1 752                             | 1 973                    | 3 031                         | 7 793                 | 132                                                         | 14 681      | 7 366                             | 4 499                    | 16 162                        | 23 264                | 1 174                                                       | 52 465          |
| 2016 | 1 752                             | 2 703                    | 3 298                         | 7 755                 |                                                             | 15 721      | 9 441                             | 5 528                    | 16 974                        | 23 689                |                                                             | 55 632          |

## Dirigenza
Questo elenco è aggiornato all'11 gennaio 2023:
- Bob Iger -	Chief Executive Officer & Director
- Jason Hable -	Vice President
- Christine McCarthy - Chief Financial Officer & Senior Executive VP
- Diane Jurgens	- Chief Information Officer
- Rebecca Campbell - Chairman-International Content & Operations
- Alicia Schwarz -	Chief Compliance Officer & Senior Vice President
- Alexia S. Quadrani - Senior Vice President-Investor Relations
- Carlos A. Gómez - Director-Corporate Finance
- Horacio E. Gutiérrez	- Secretary, Chief Legal Officer & Senior VP
- Ronald L. Iden - Chief Security Officer & Senior Vice President

### Consiglio di amministrazione
- Mark Parker - presidente del consiglio di amministrazione
- Robert Iger
- Maria Elena Lagomasino
- Mary T. Barra
- Safra A. Catz
- Francis A. Desouza
- Michael B.G. Froman
- Derica W. Rice
- Calvin McDonald

### Storico delle cariche

#### Presidenti del Consiglio di amministrazione Disney
- 1945-1960: Walt Disney
- 1945-1971: Roy O. Disney (1945-1960 vicepresidente)
- 1971-1980: Donn Tatum
- 1980-1983: Cardon Walker
- 1983-1985: Raymond Watson
- 1985-2000: Michael Eisner
- 2000-2007: George J. Mitchell
- 2007-2012: John E. Pepper, Jr.
- 2012-2022: Bob Iger
- 2022-2023: Susan Arnold
- 2023-in corso: Mark Parker

#### Amministratori delegati della Disney
- 1929-1971: Roy O. Disney
- 1971-1976: Donn Tatum[289]
- 1976-1983: Cardon Walker[290]
- 1983-1984: Ron W. Miller[291]
- 1984-2005: Michael Eisner[65]
- 2005-2020: Bob Iger[136]
- 2020-2022: Bob Chapek[259]
- 2022-in corso: Bob Iger[292]

#### Presidenti della Disney
- 1923-1966: Walt Disney
- 1966-1971: Roy O. Disney
- 1971-1980: Cardon Walker[290][293]
- 1980-1984: Ron W. Miller[294]
- 1984-1994: Frank Wells[65]
- 1994-1995: Michael Eisner[295]
- 1995-1997: Michael Ovitz[296]
- 1997-2000: vacante
- 2000-2012: Bob Iger[297]

## Controversie
L'azienda è oggi il simbolo della cultura di massa, dell'imperialismo culturale americano e della standardizzazione dell'intrattenimento, che vende esperienze di vita a una parte di popolazione frustrata e sfrutta l'attuale crisi delle identità individuali e collettive generate dal neocapitalismo e dal globalismo. L'azienda Disney, a causa delle sue produzioni o delle sue attività, ha provocato azioni da parte di attivisti in giro per il mondo, ma anche l'apertura di diverse procedure legali.
Dal 1991 al settembre 2009, la famiglia di Stephen Slesinger fu impegnata in un processo contro la Disney per i diritti di Winnie the Pooh. Quando Stephen Slesinger morì nel 1953, sua moglie firmò un accordo di licenza con la Disney. Uno dei punti era che la Disney pagava per cartoni e film, ma non il merchandising. Questo avrebbe creato un mancato versamento di circa 2 miliardi di dollari per la famiglia Slesinger. Dopo 18 anni di procedimenti, un giudice di Los Angeles ha dichiarato che Disney non ha commesso alcuna violazione dell'accordo firmato.
Nel 1995, una lobby chiamata American Life League ha accusato diversi film Disney tra cui Il re leone, La Sirenetta e Aladdin di contenere messaggi subliminali e immagini con personaggi sessuali. Per Il re leone, ad esempio, l'accusa è stata contraddetta da Tom Sito che ha spiegato che le lettere scritte nella polvere erano SFX e che era un easter egg che si riferiva al dipartimento di animazione.
La compagnia è stata anche accusata di abuso di animali da parte di gruppi di animalisti principalmente a causa delle cure e delle procedure messe in atto per gli animali selvatici nel Disney's Animal Kingdom Park e per l'uso di cuccioli non svezzati in natura in La carica dei 101 (1996). I gruppi hanno anche criticato l'effetto indotto dal film di una crescente domanda di cuccioli da parte di un pubblico impreparato all'adozione di animali, molti dei quali in seguito furono abbandonati.
Alcuni gruppi religiosi hanno dichiarato di essere contrari a produzioni che considerano offensive, ad esempio:
- le veementi proteste della American Catholic League contro l'uscita di alcuni film Miramax tra cui Il prete (1994) e Dogma (1999). La Disney Company ha ritardato la data di uscita del film Dogma a causa delle polemiche e, successivamente, ha venduto i diritti di distribuzione alla Lions Gate Film;[306][307]
- questi, insieme alle Assemblee di Dio e ad alcuni gruppi conservatori, hanno condannato anche le attività delle sussidiarie e dei personaggi dei suoi programmi, come il programma su ABC Nothing Sacred su un prete gesuita, un libro per bambini intitolato Growing Up Gay pubblicato da Hyperion, e le celebrazioni annuali gay e lesbiche organizzate nei parchi Disney.[308][309][310]

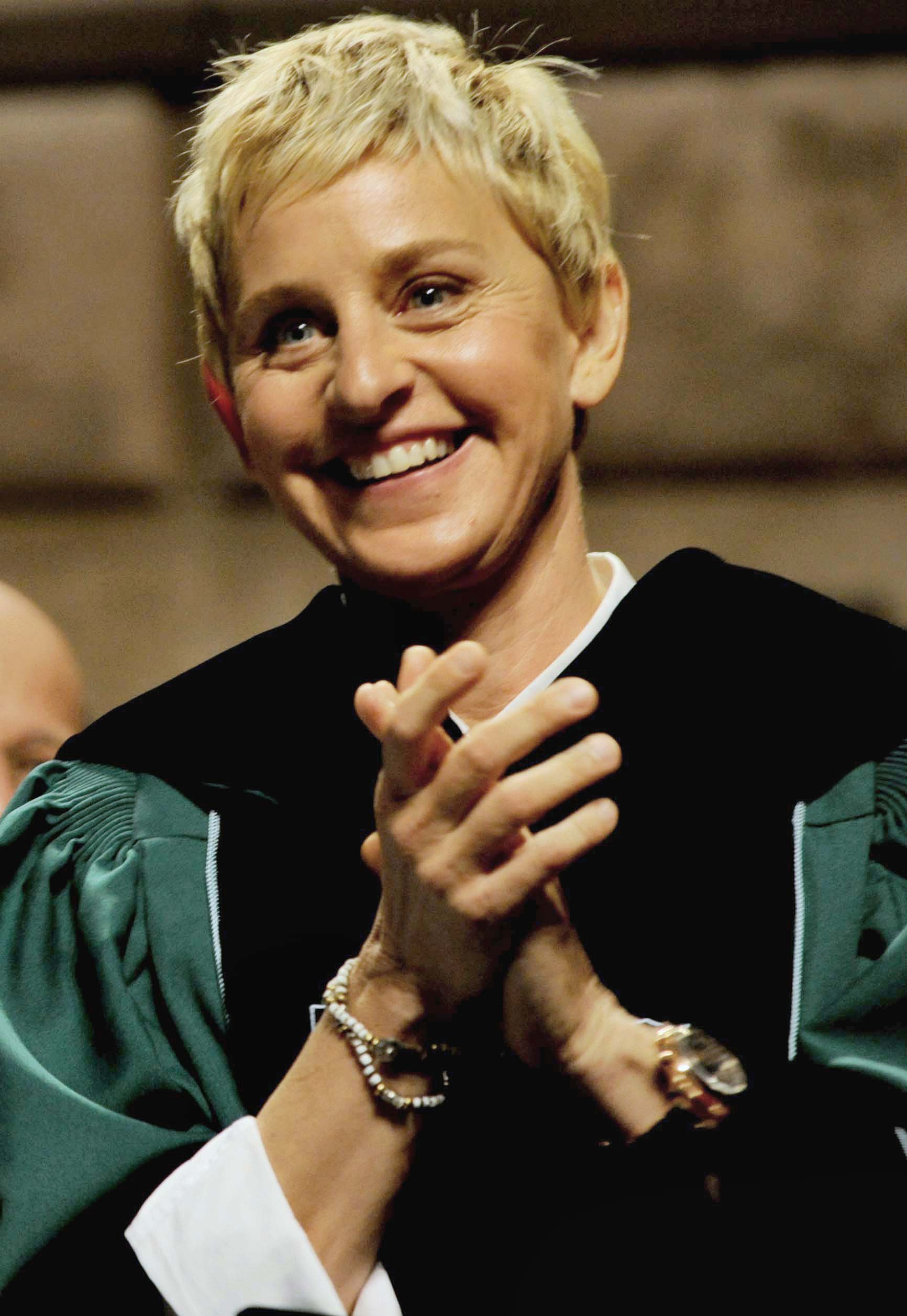
Ellen DeGeneres

La Southern Baptist Convention e l'American Family Association hanno votato per boicottare la Disney per opporsi alle offerte di partnership nazionali fatte ai dipendenti gay e per mostrare la loro opposizione alla serie Ellen della ABC, in cui Ellen DeGeneres fa coming out. La Disney ha ignorato i due boicottaggi che sono stati ritirati nel 2005.
Un rapporto sullo sviluppo ambientale per un'area di Great Guana Cay nelle isole Abaco ha criticato la Disney per aver gestito male 90 acri (0,36 km²) di terreno che sono stati parzialmente sviluppati per un progetto di palcoscenico sotto il nome "Isola del tesoro" ma fu in seguito abbandonato. Il rapporto pubblicato dall'Università di Miami e dal College delle Bahamas denuncia la Disney per aver lasciato attrezzature pericolose, trasformatori di alimentazione e serbatoi di gas e anche per aver portato piante straniere e specie di insetti che hanno disturbato la fauna e la flora locali.
La compagnia è stata accusata di violazioni dei diritti umani sulle condizioni di lavoro nelle fabbriche di derivati principalmente in Asia.
Negli Stati Uniti, Disney Store è stato costretto alla fine del 2016 come molte altre catene di negozi a non ricorrere più al "call work planning", una pratica per cui i dipendenti sono informati del loro orario di lavoro solo una o due ore prima dell'inizio del loro servizio, associata al contratto a ore zero.
Il 17 marzo 2017, il Dipartimento del lavoro americano ha intimato alla Walt Disney Company di rimborsare 3,8 milioni di dollari ai 16.000 dipendenti della Walt Disney Parks and Resorts in Florida dopo aver addebitato le spese di mantenimento del costume sulle loro retribuzioni rendendole inferiori al minimo legale.